# Punteruolo (insetto)

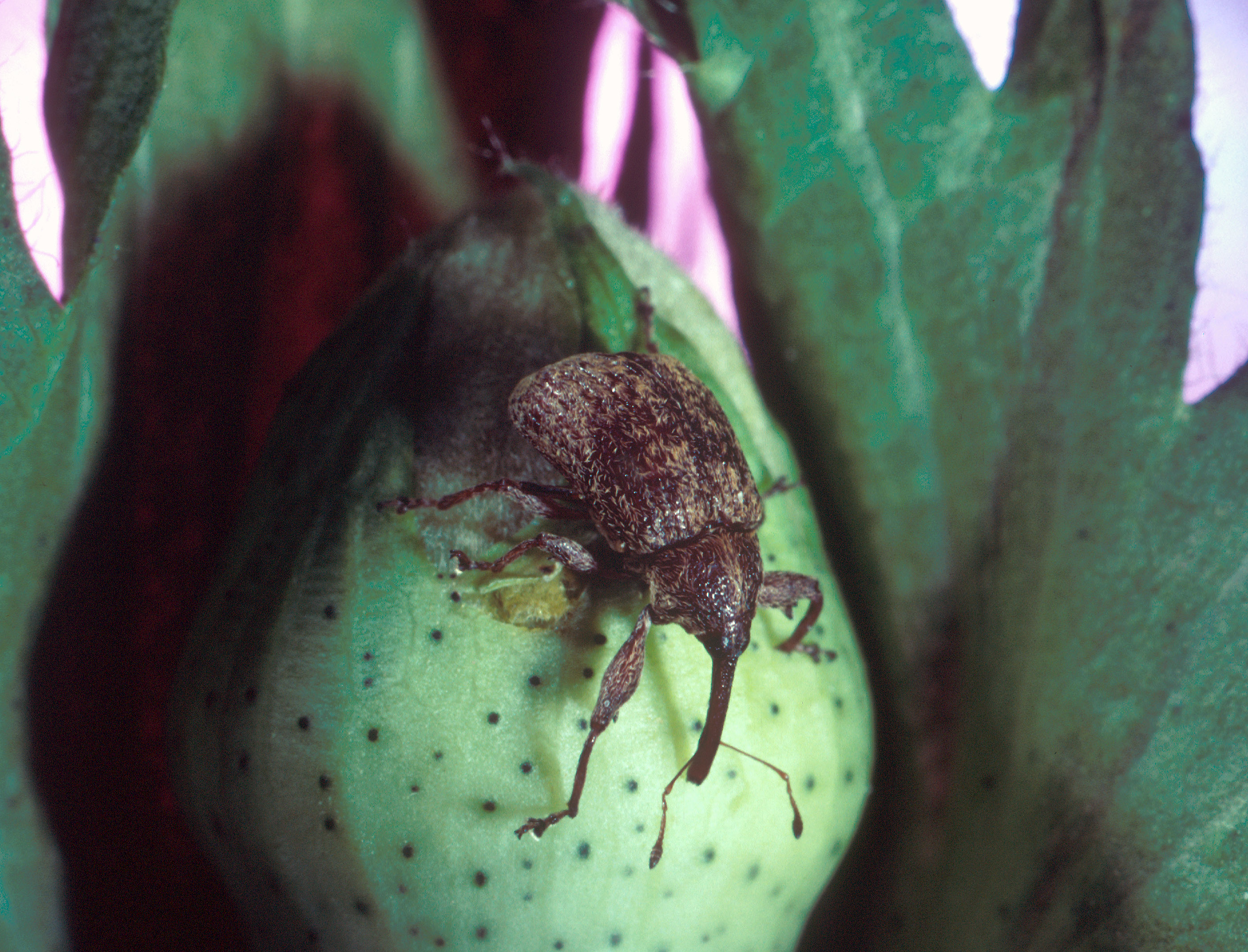
Esemplare di punteruolo del cotone

Con il termine punteruolo (o tonchio) si definiscono varie specie di coleotteri fitofagi, appartenenti alle superfamiglie Curculionoidea e Chrysomeloidea.
La caratteristica distintiva dei punteruoli è il prolungamento del capo in un processo più o meno allungato, detto rostro (spesso comunemente indicato con i termini di "proboscide" o "becco"), all'apice del quale è presente l'apparato boccale di tipo masticatore. Alcuni punteruoli hanno una testa lunga quanto l'intero corpo.
Molti tonchi sono dannosi per le colture, come per esempio: il punteruolo rosso (Rhynchophorus ferrugineus) che attacca le palme, il punteruolo vino nero (Otiorhynchus sulcatus) che attacca gli abeti, il punteruolo nero del fico (Aclees taiwanensis) che attacca i fichi, la calandra (o punteruolo) del grano (Sitophilus granarius) che attacca il grano, il punteruolo del cotone (Anthonomus grandis) che depone le uova in capsule di cotone (quindi, una volta nate, le larve divoreranno il cotone circostante) e il tonchio del pisello (Bruchus pisorum) che indebolisce le piante di pisello stentandone la crescita. La stagione in cui i punteruoli infettano la pianta è dipendente dalla specie dell'insetto: certe specie attaccano d'estate, altre preferiscono l'inverno.

## Galleria d'immagini

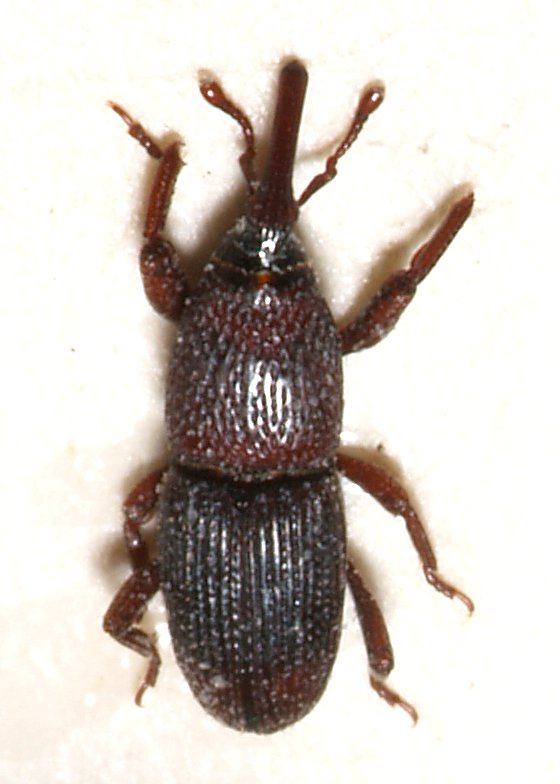
Sitophilus granarius
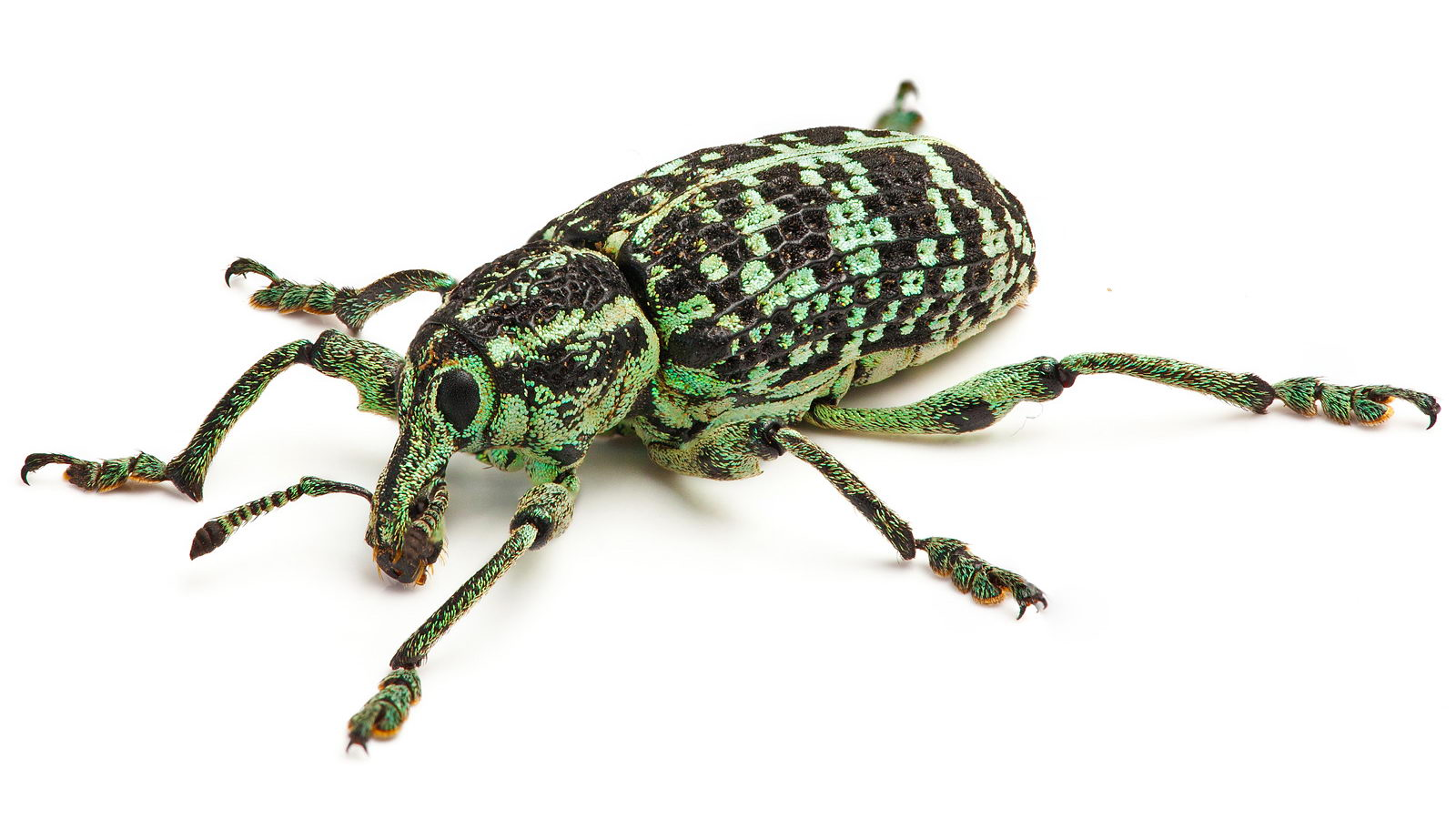
Chrysolopus spectabilis
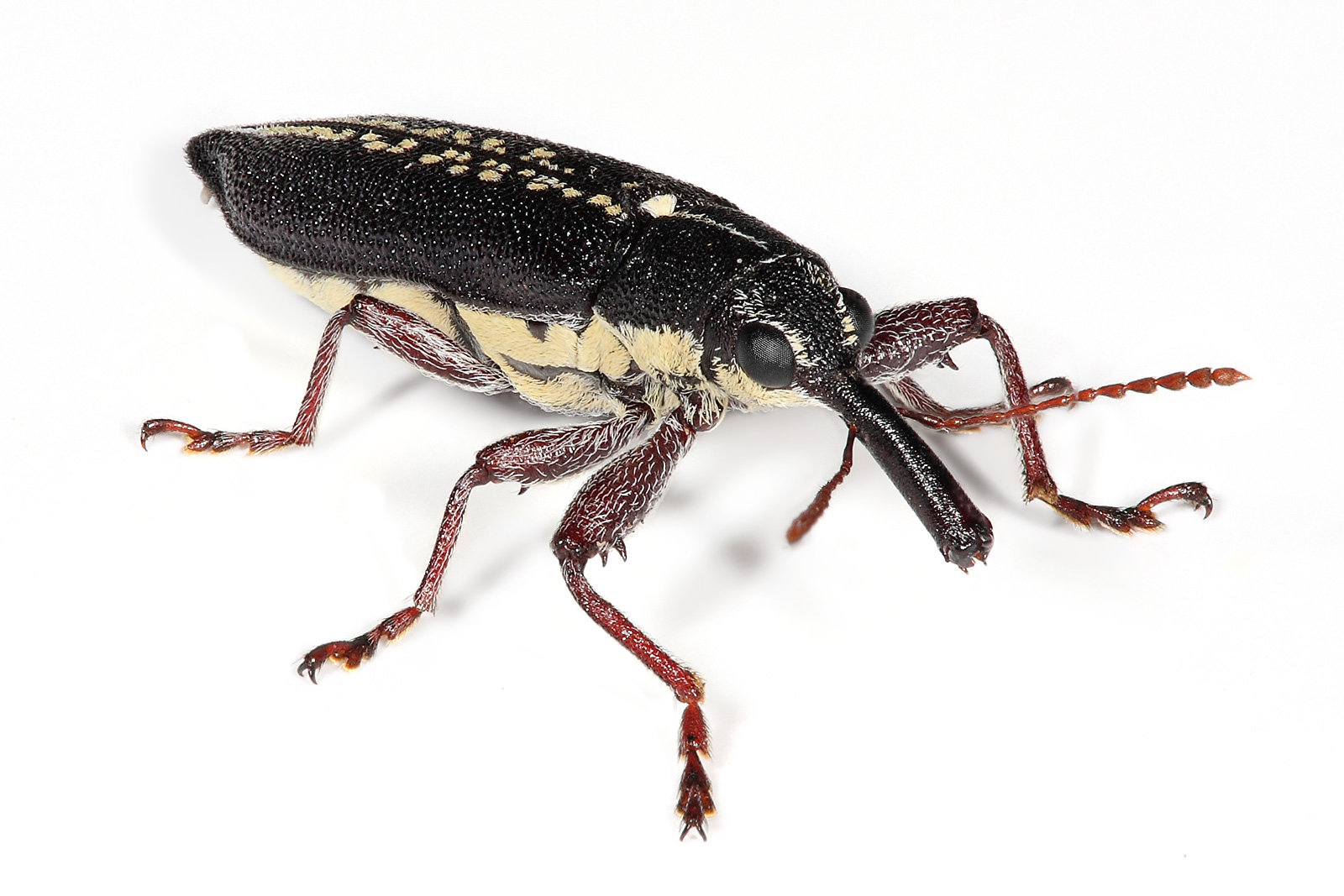
Rhinotia hemistictus
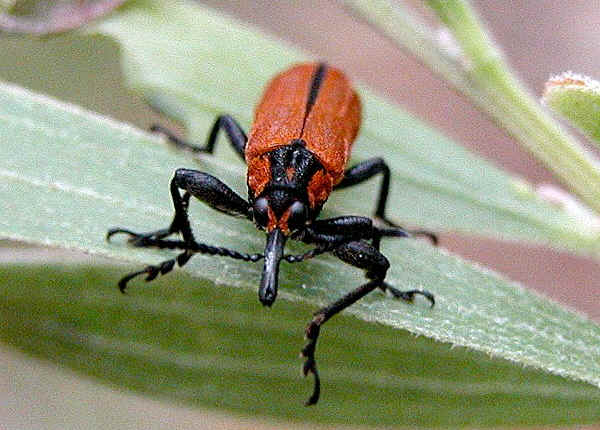
Rhinotia haemoptera
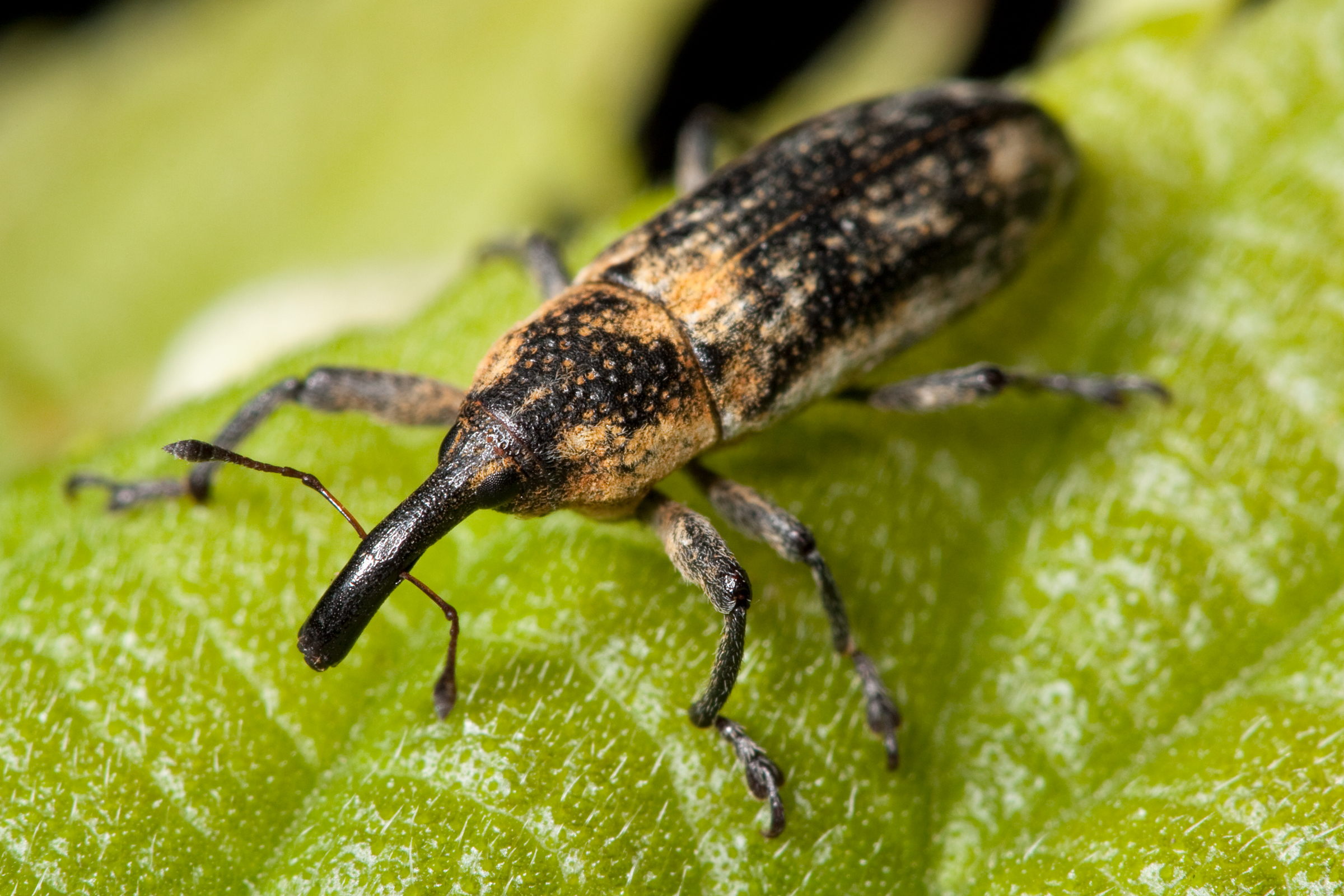
Lixus scrobicollis
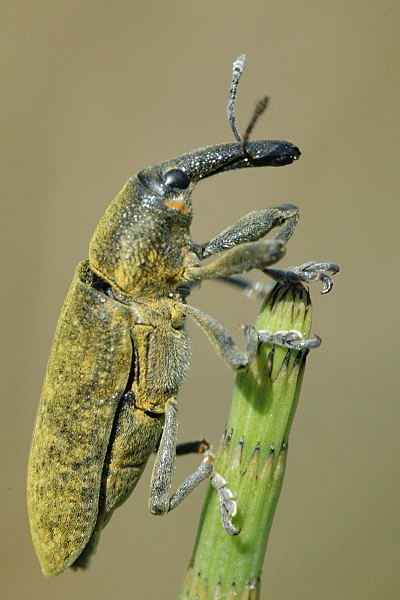
Lixus angustatus
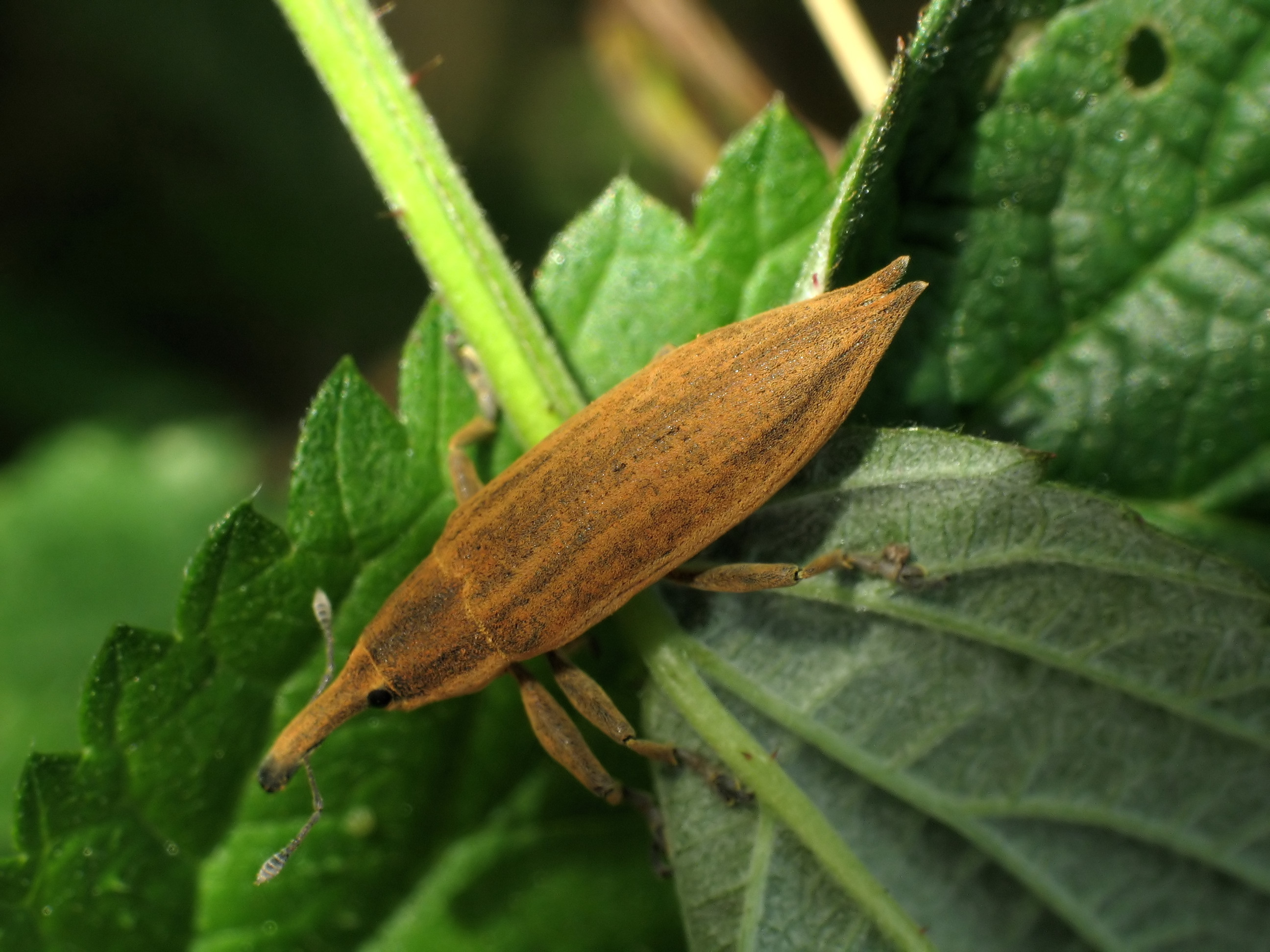
Lixus iridis
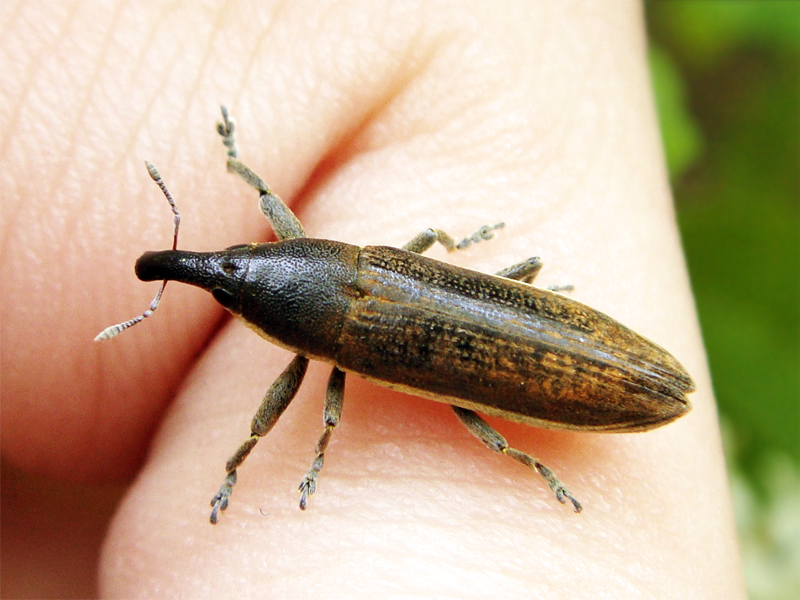
Lixus junci
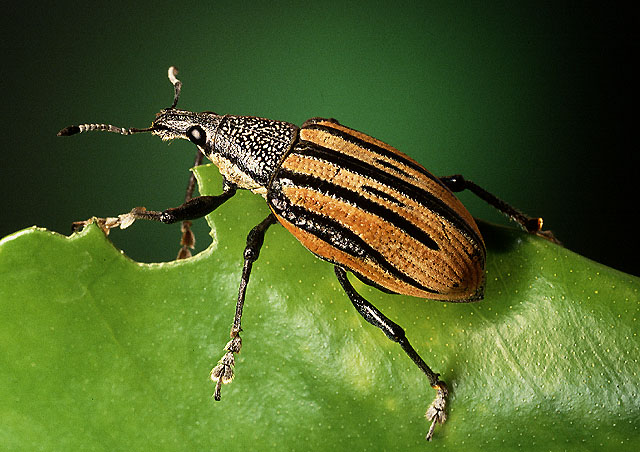
Diaprepes abbreviatus
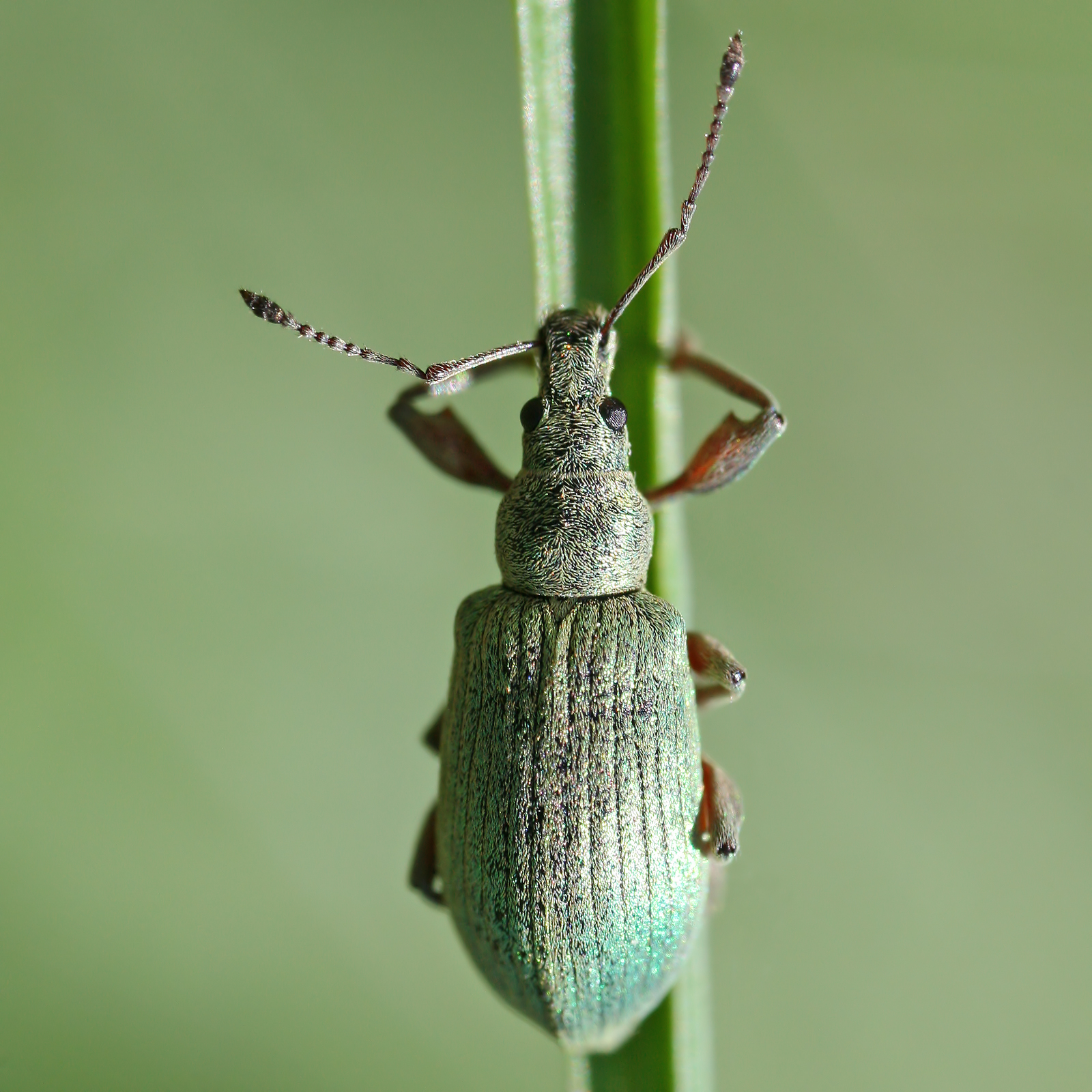
Phyllobius calcaratus
Gonipterus scutellatus
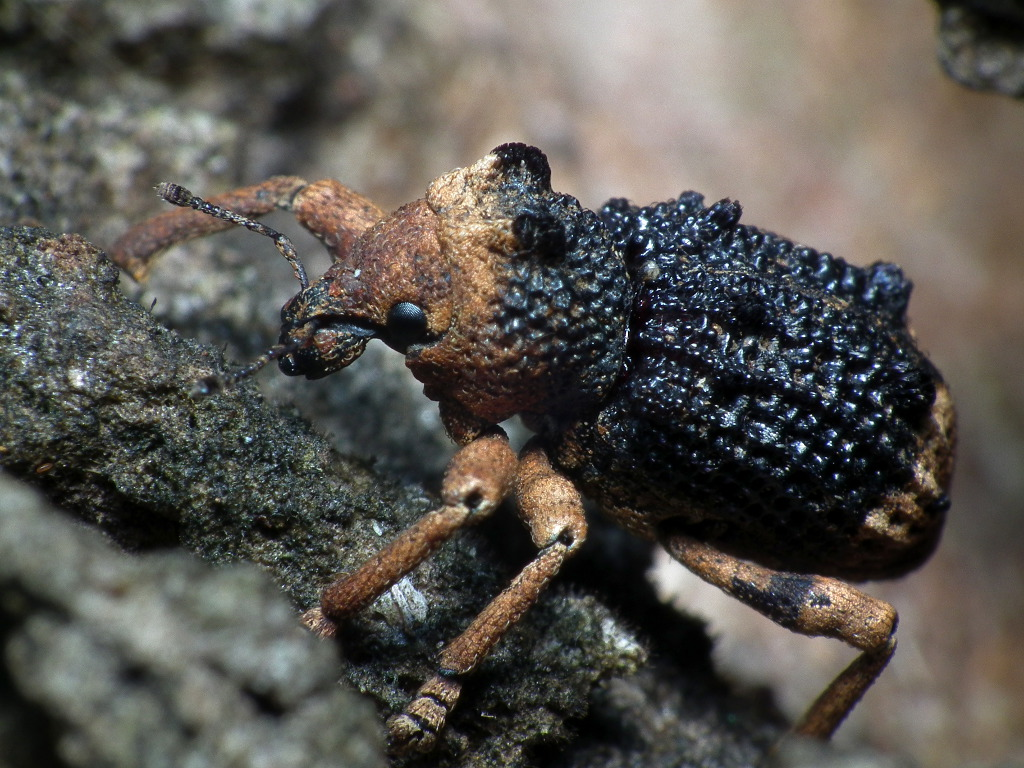
Aades cultratus
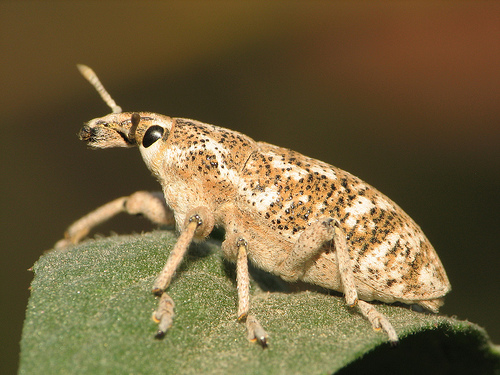
Cyphocleonus achates
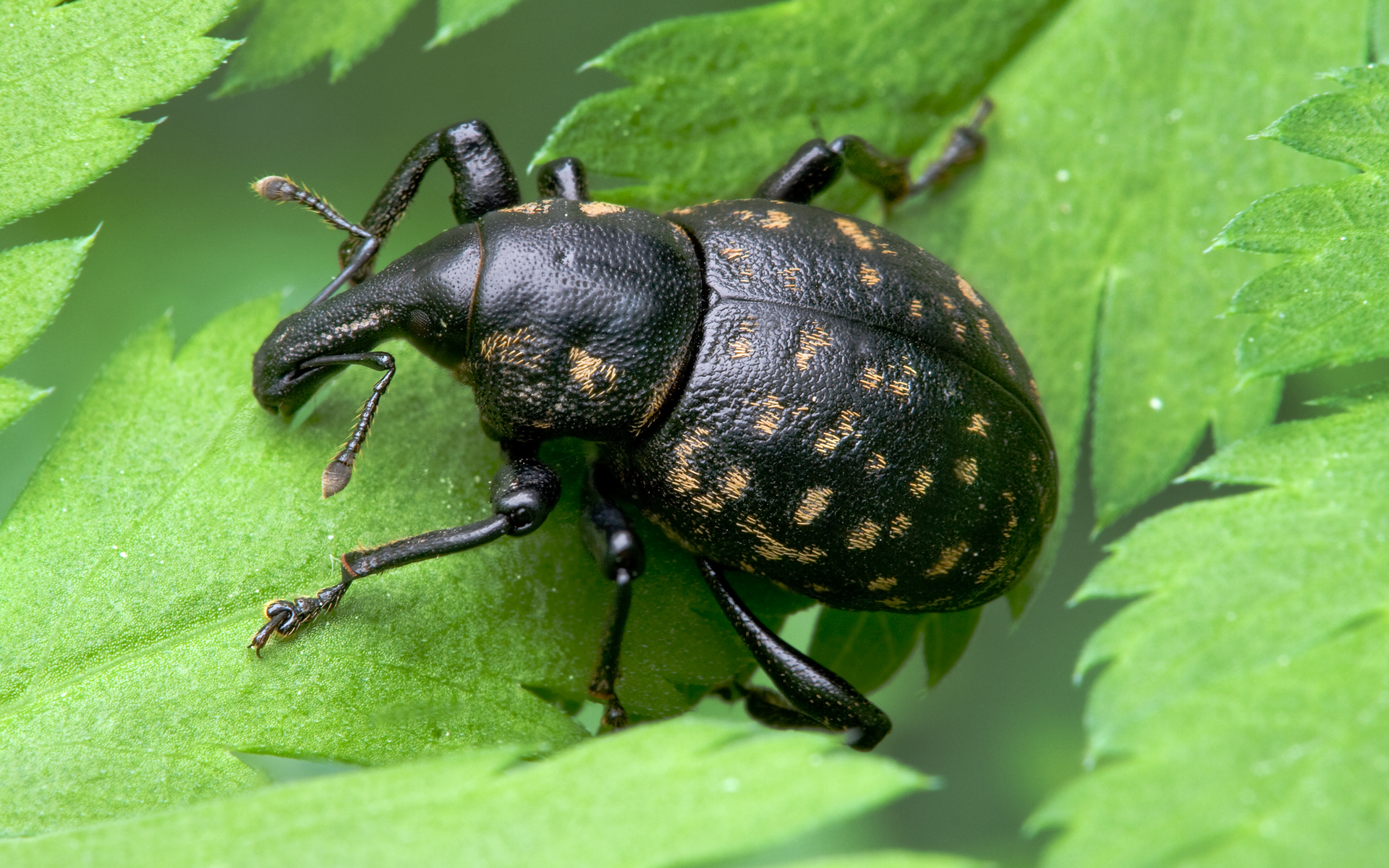
Liparus glabiostris
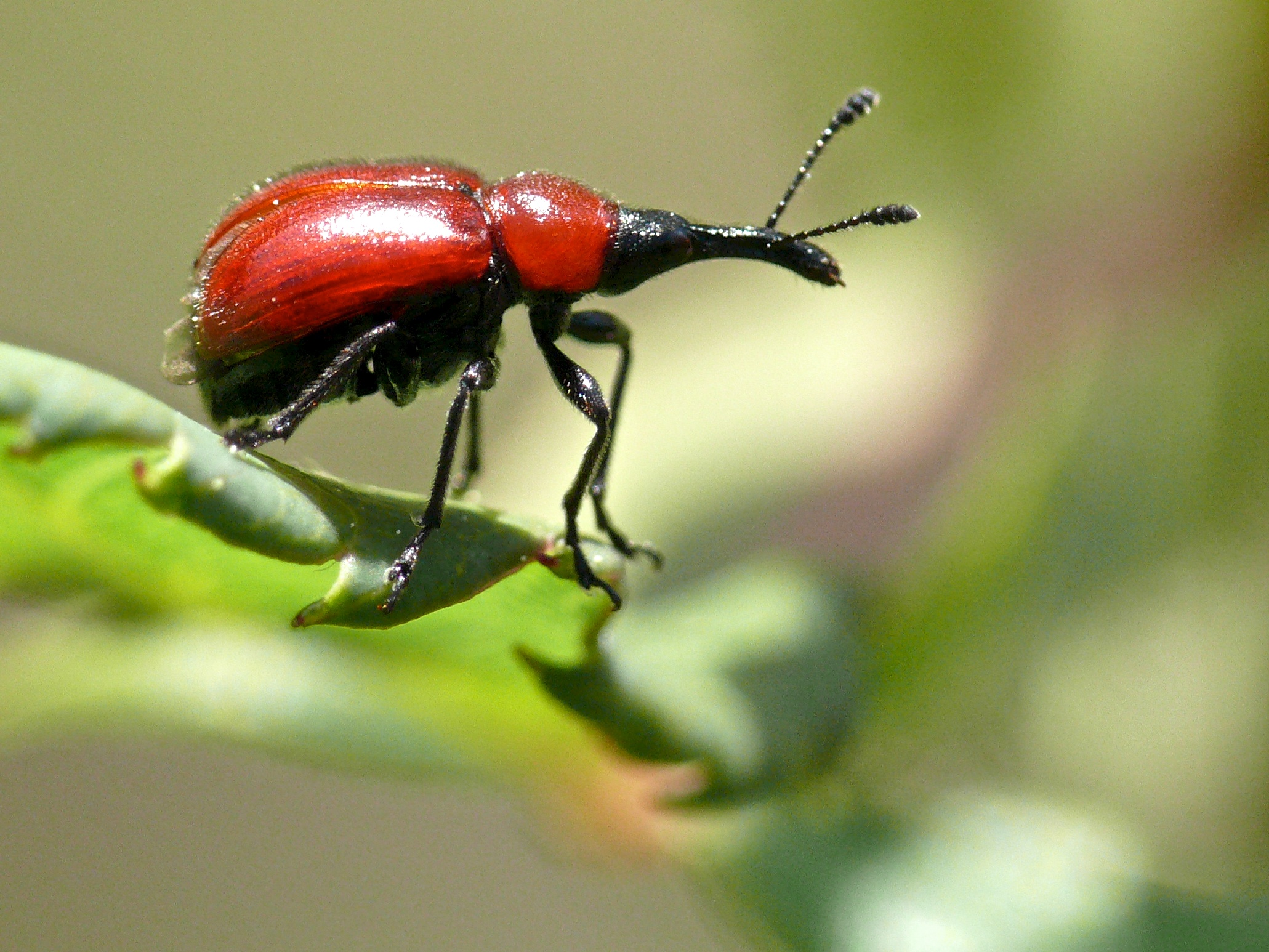
Rhynchites bicolor
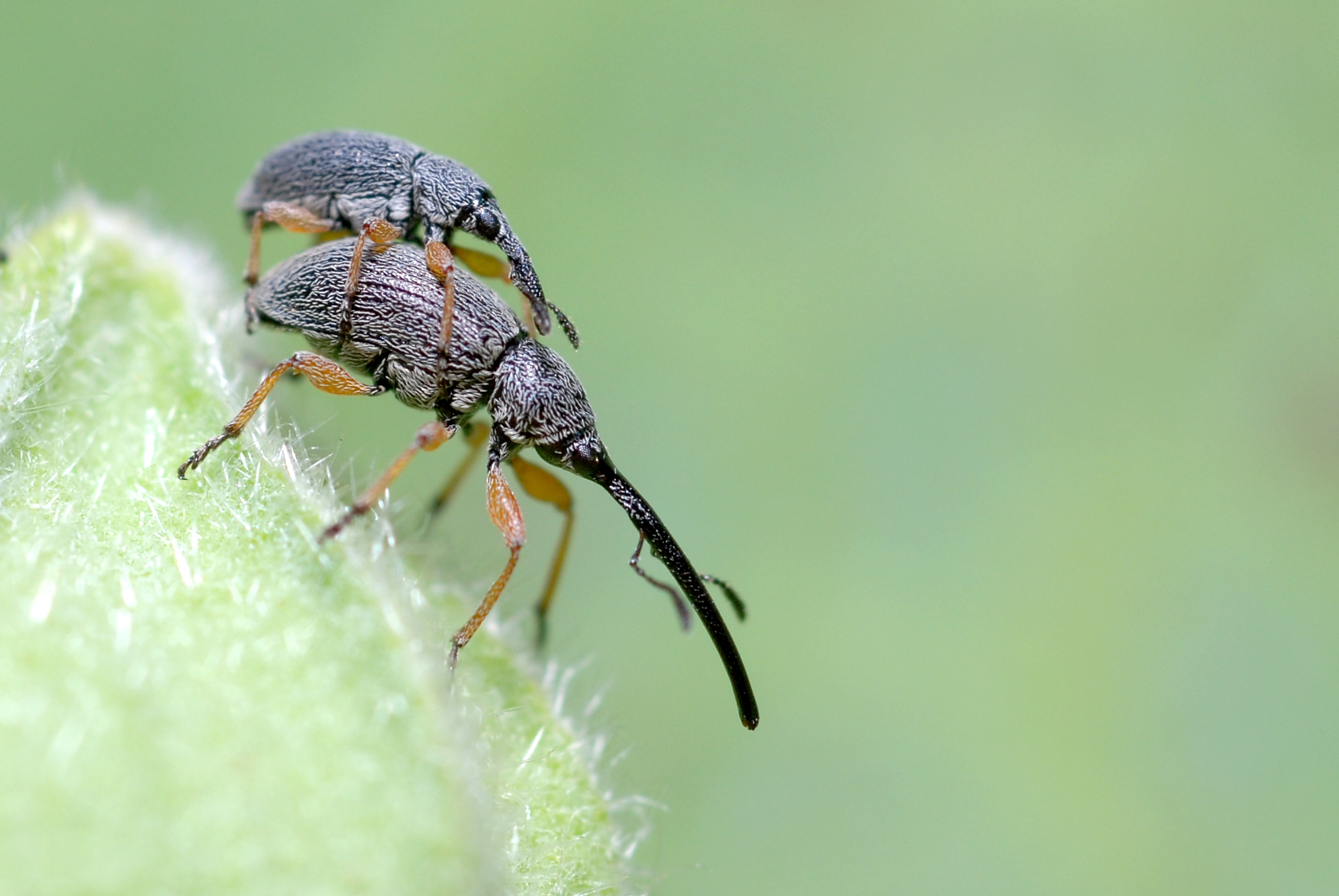
Apion longirostre
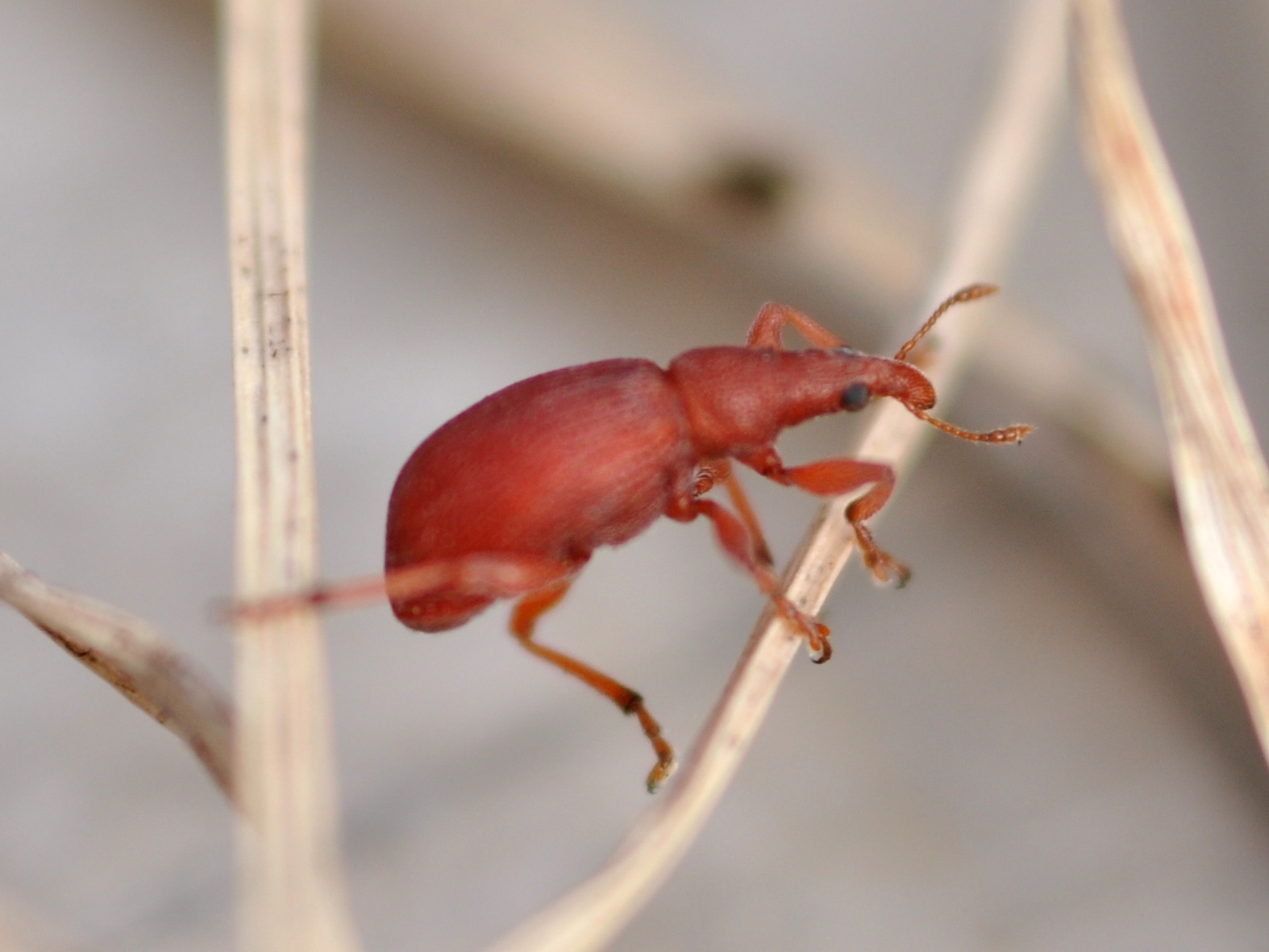
Apion frumentarium
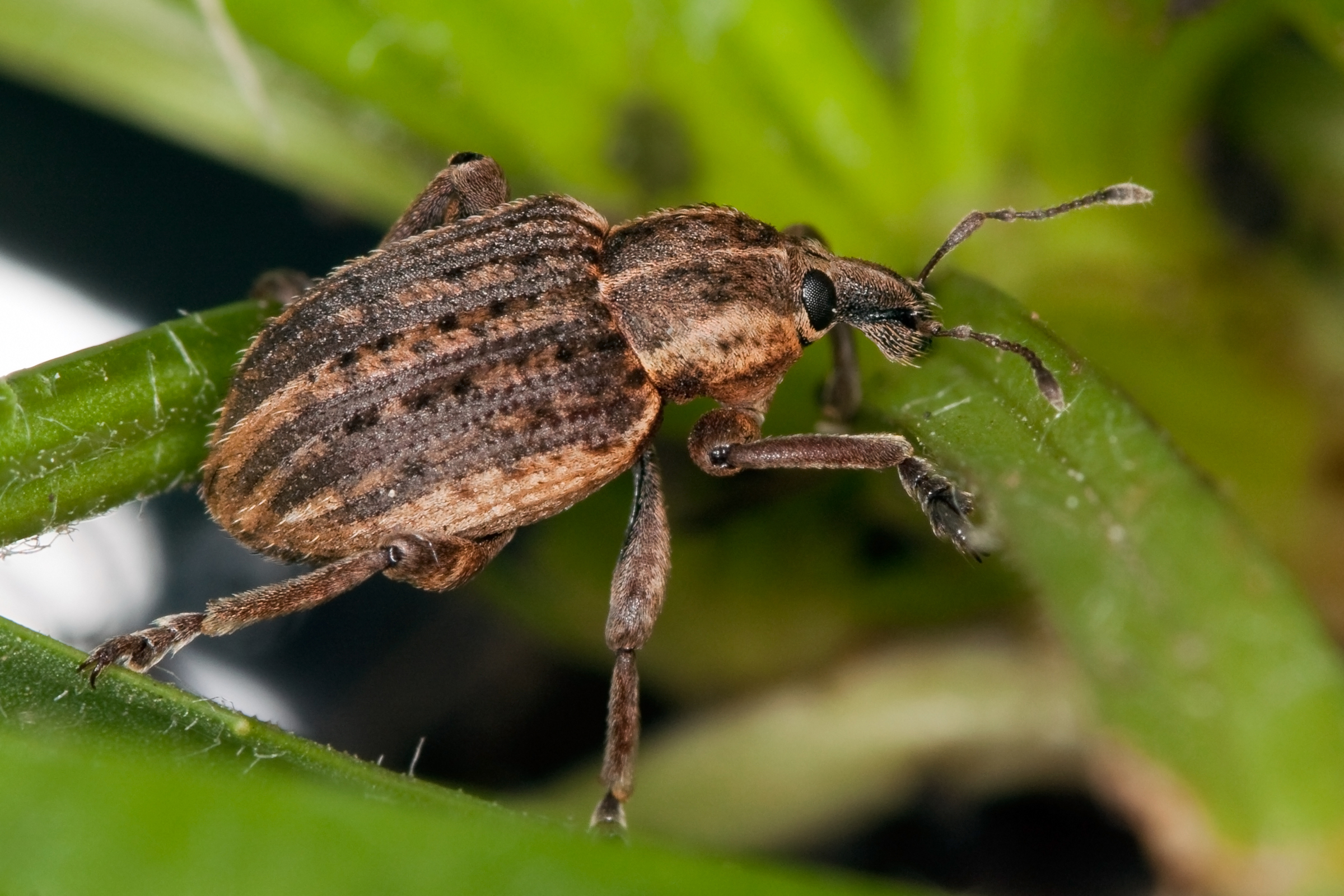
Hypera zoilus
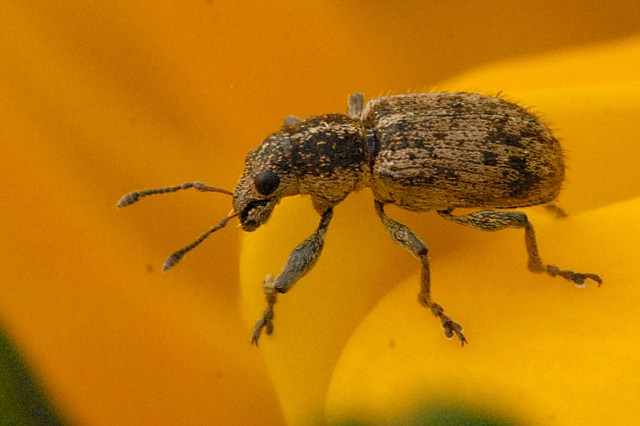
Sitona macularius
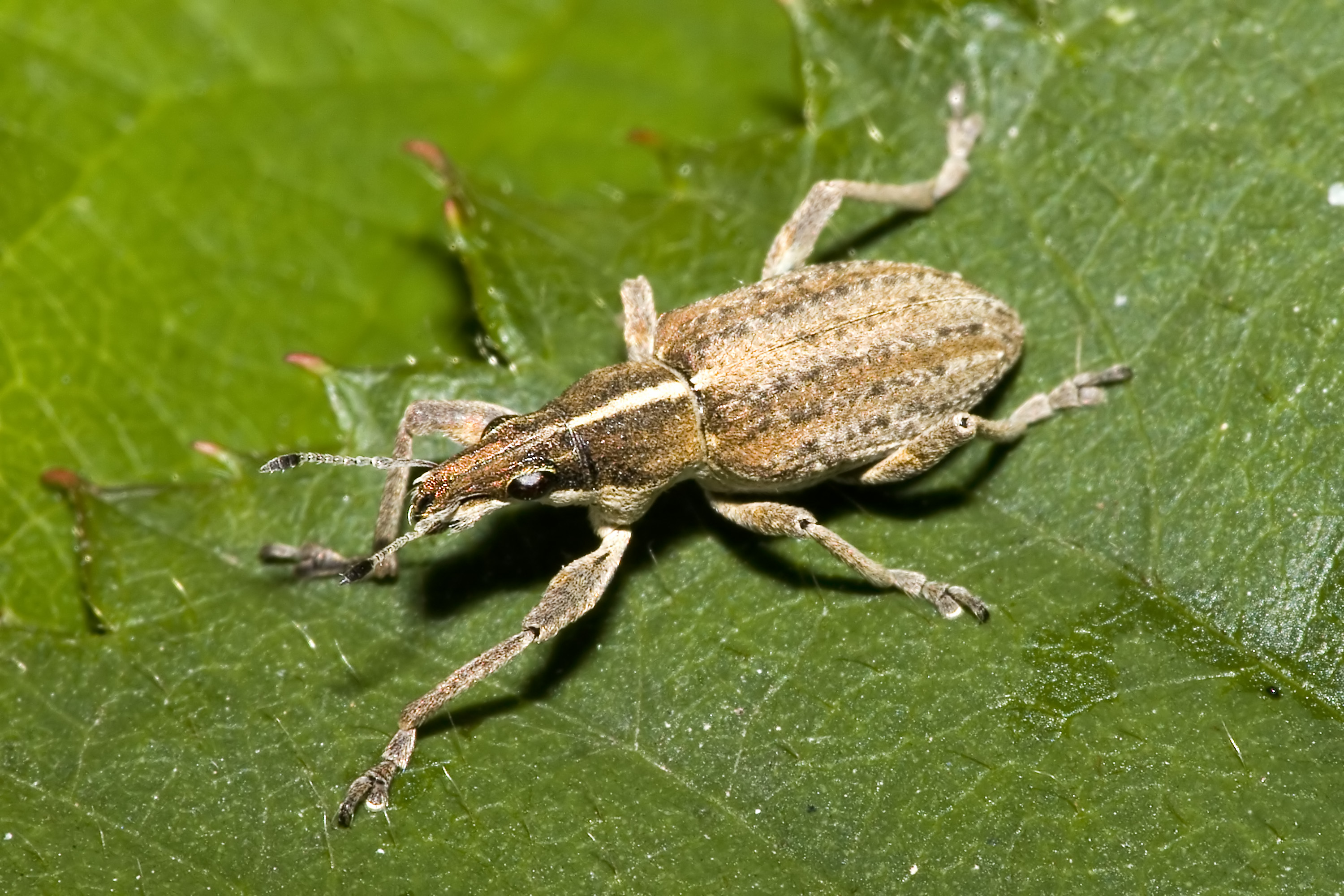
Sitona gressorius
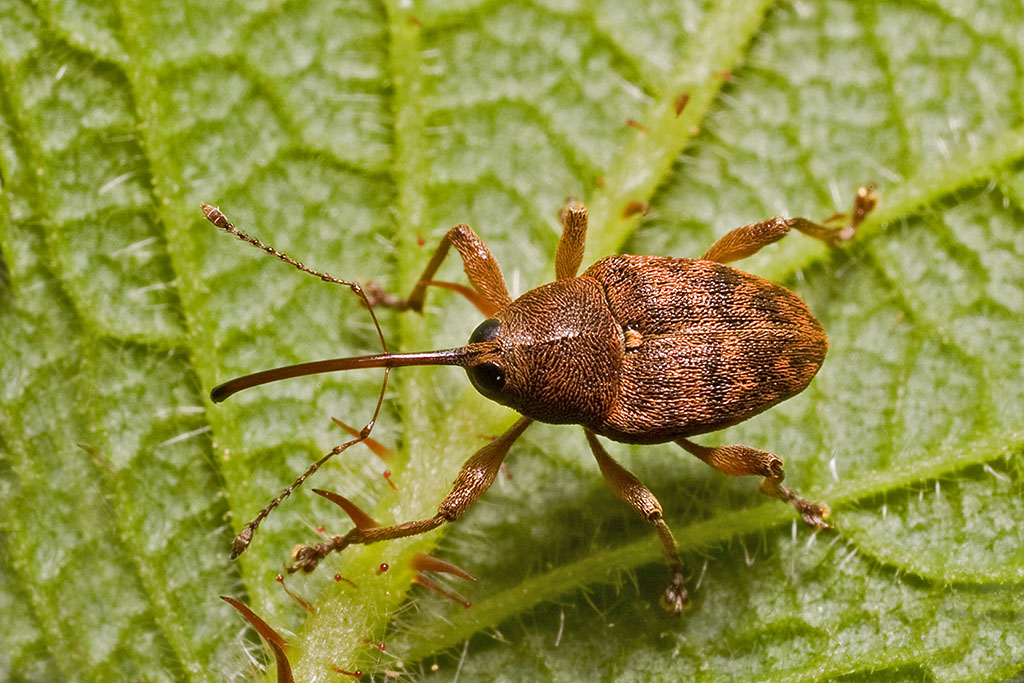
Curculio glandium
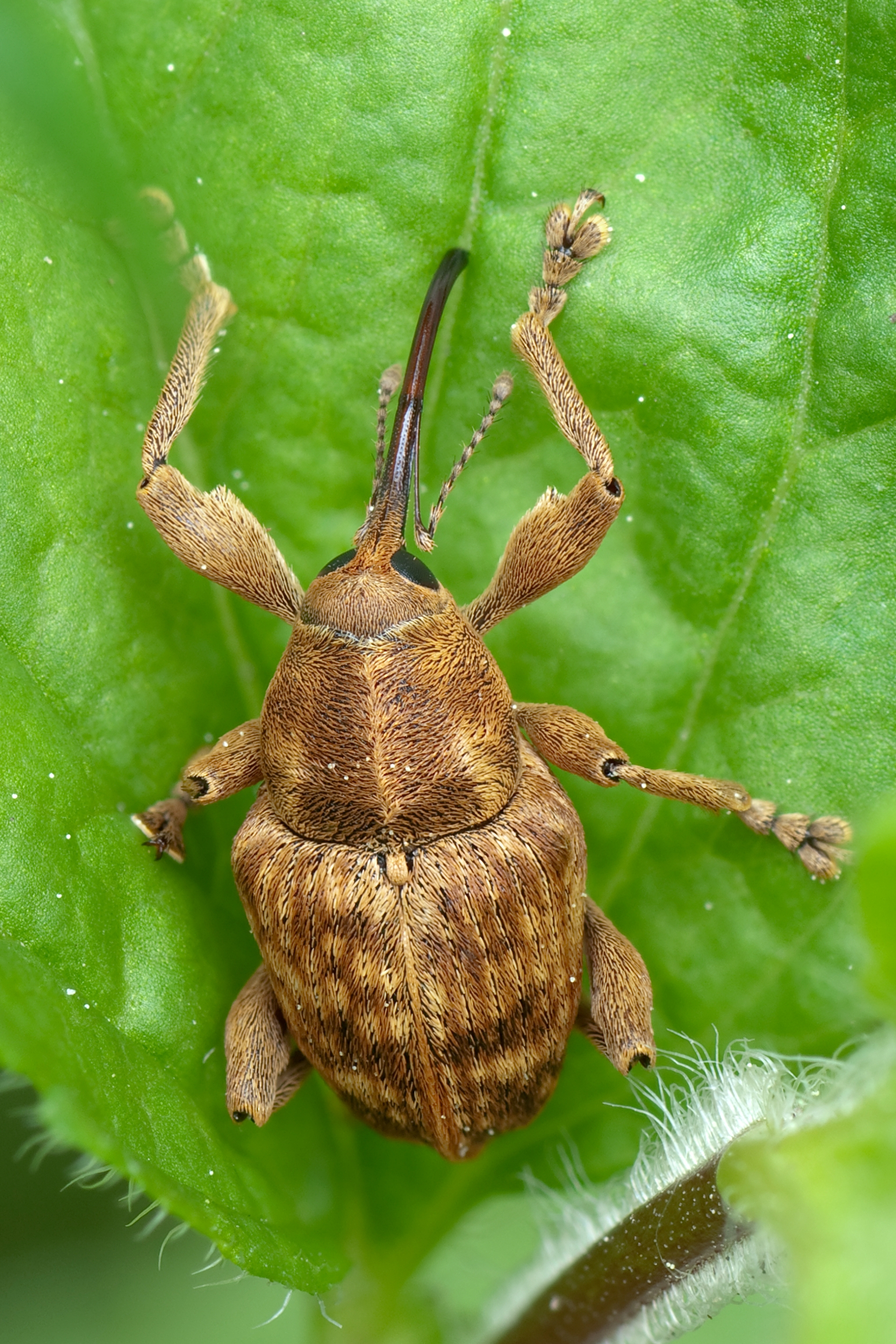
Curculio nucum
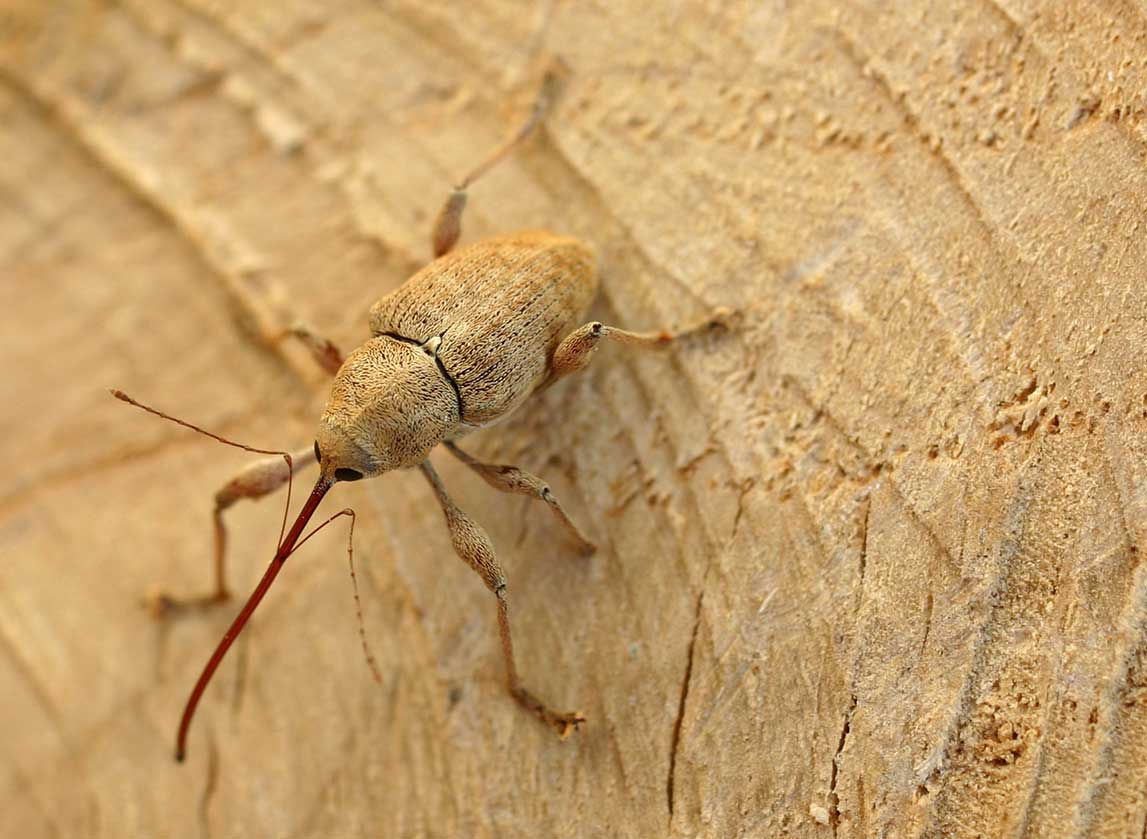
Curculio elephas
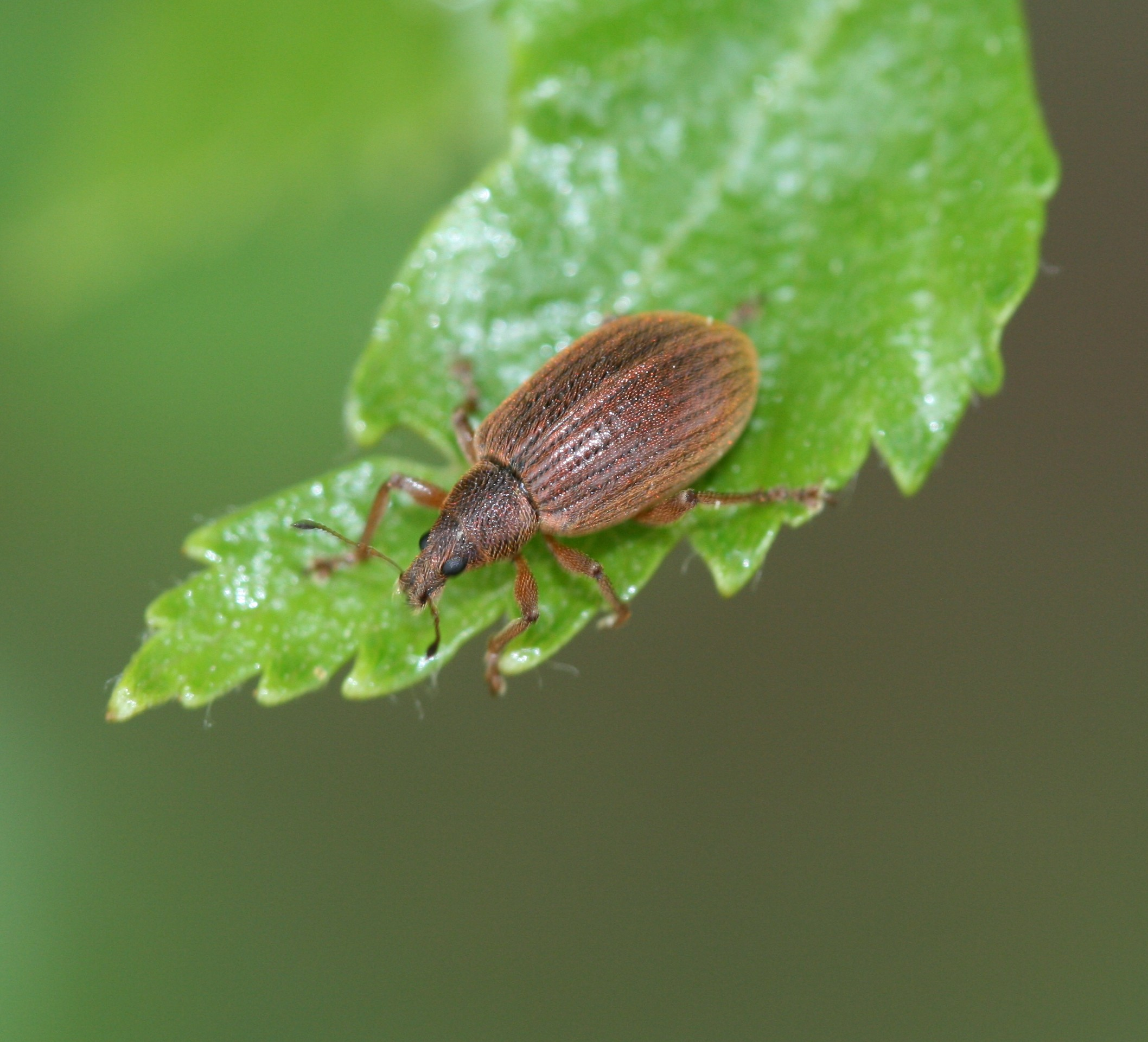
Polydrusus mollis
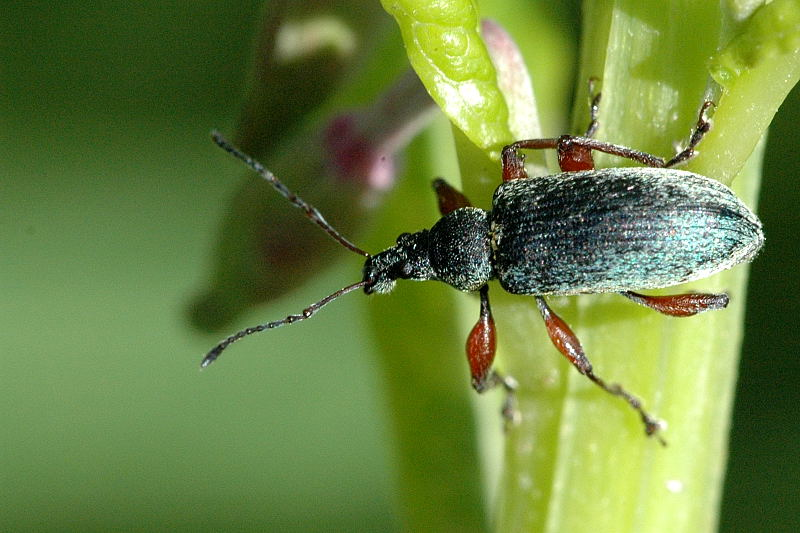
Phyllobius glaucus
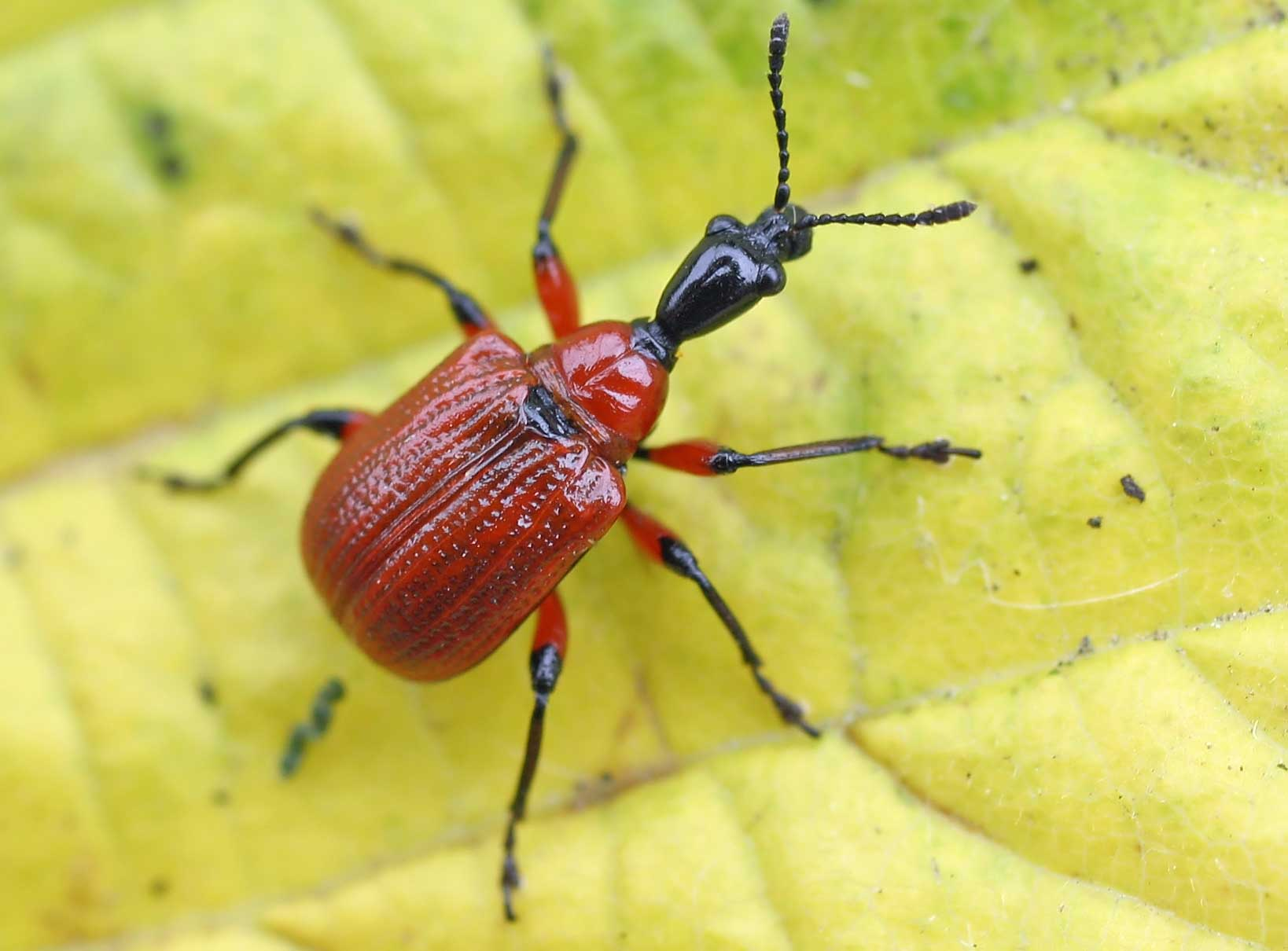
Apoderus coryli
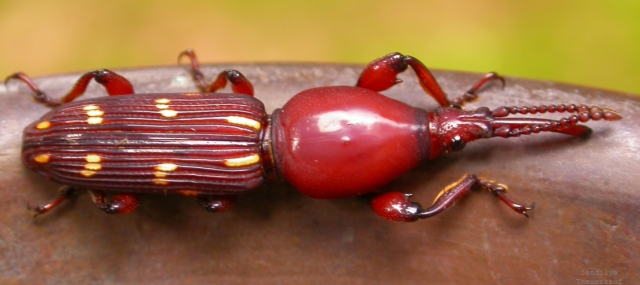
Orychodes indus
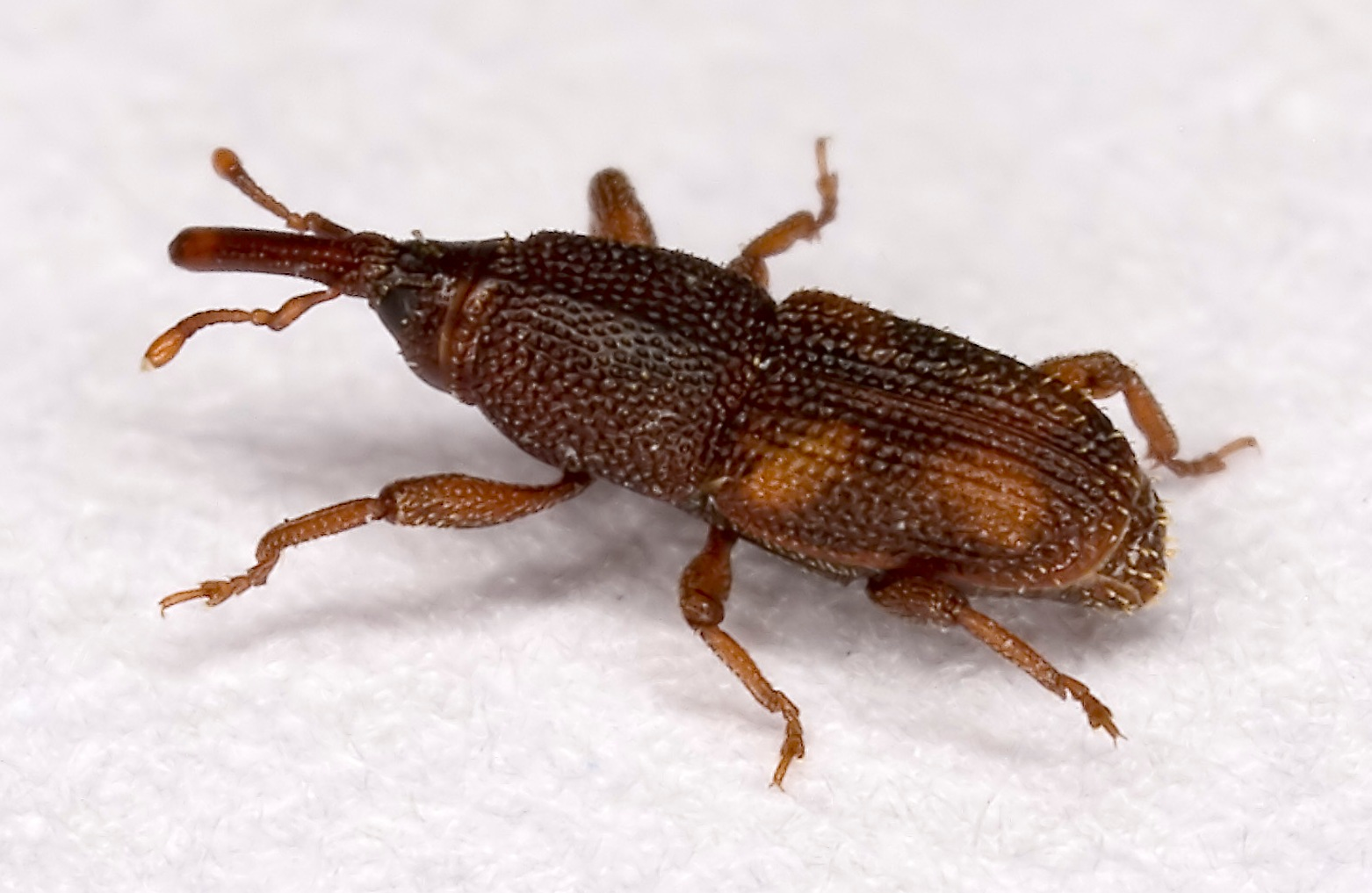
Sitophilus oryzae
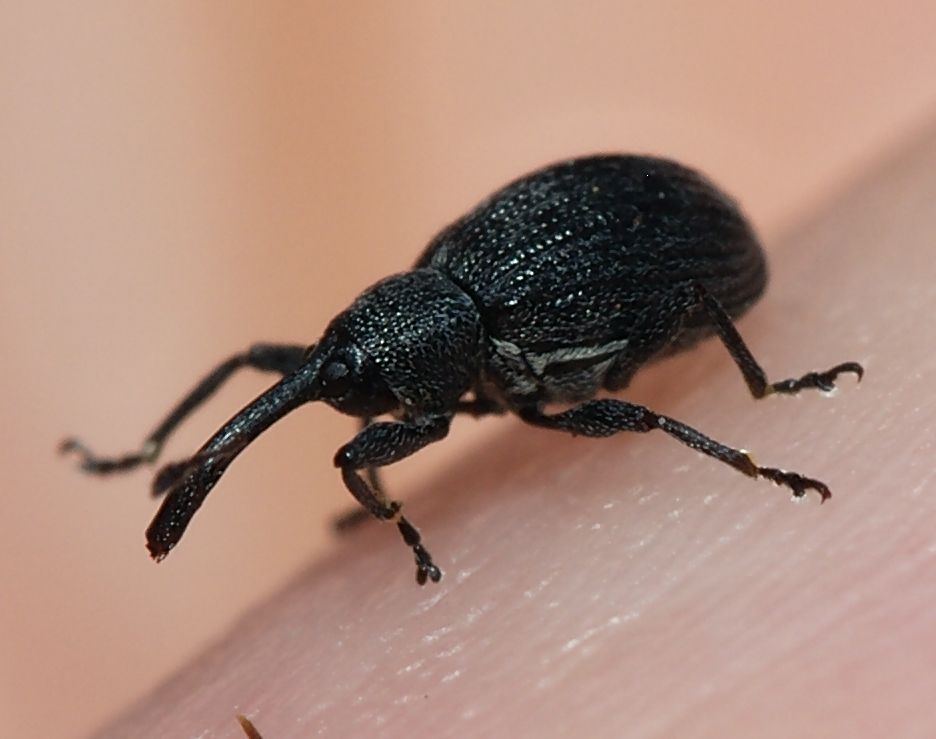
Anthonomus rubi
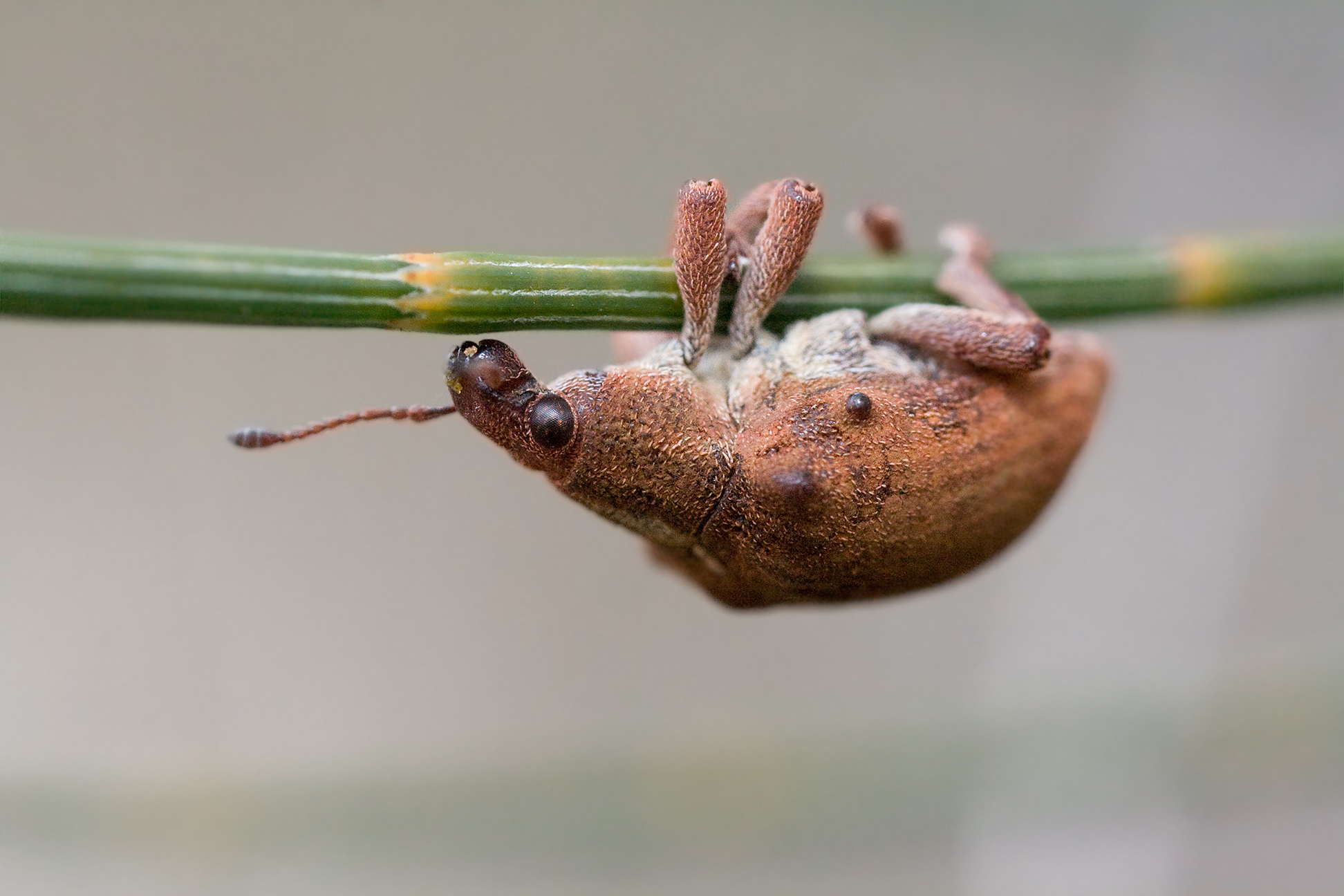
Gonipterus gibberus
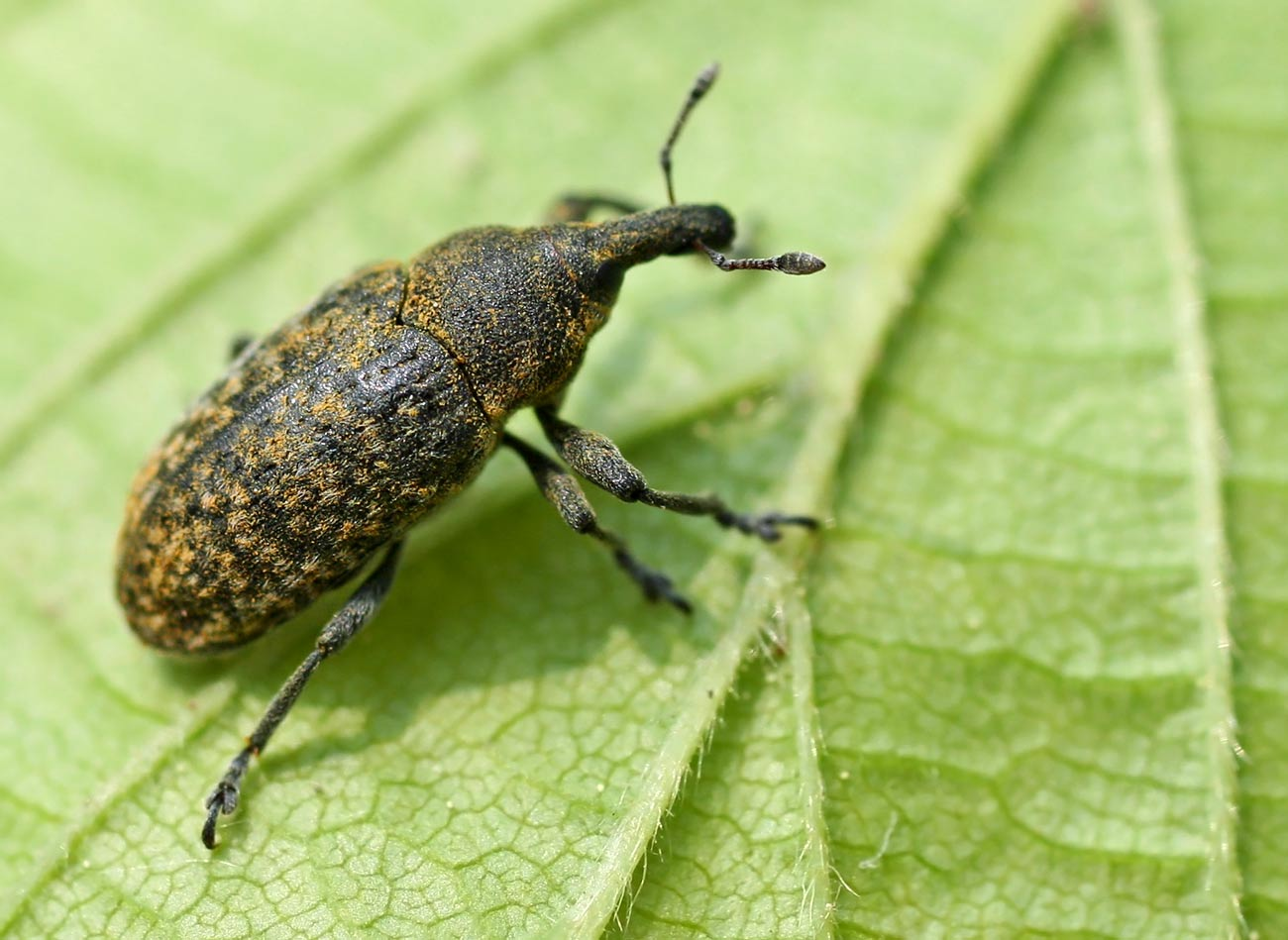
Larinus planus
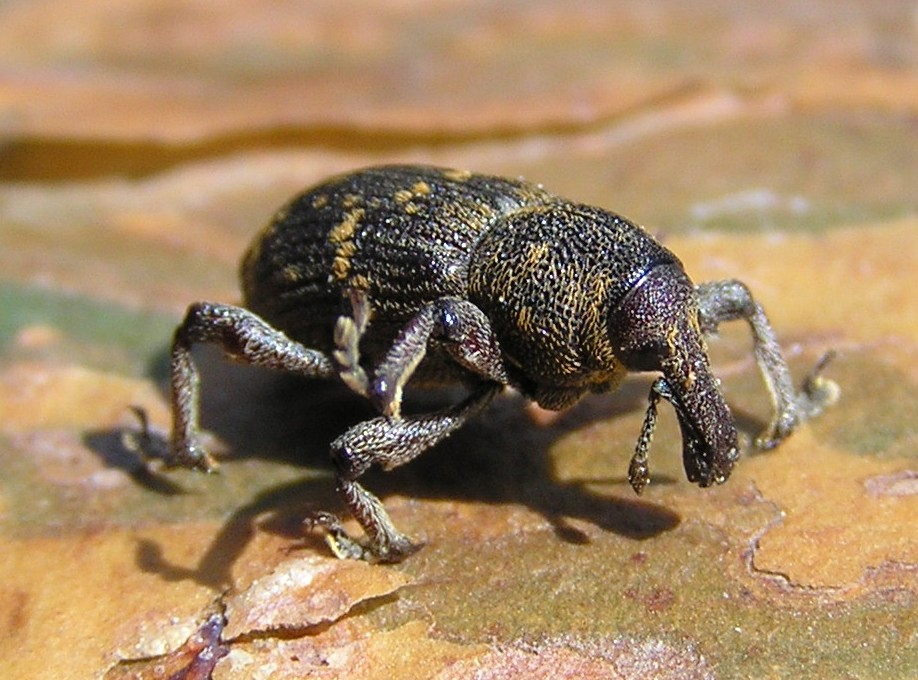
Hylobius abietis
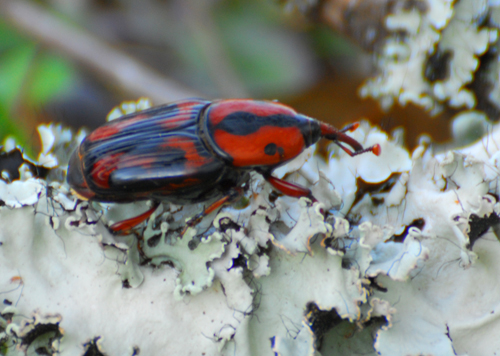
Rhynchophorus cruentatus
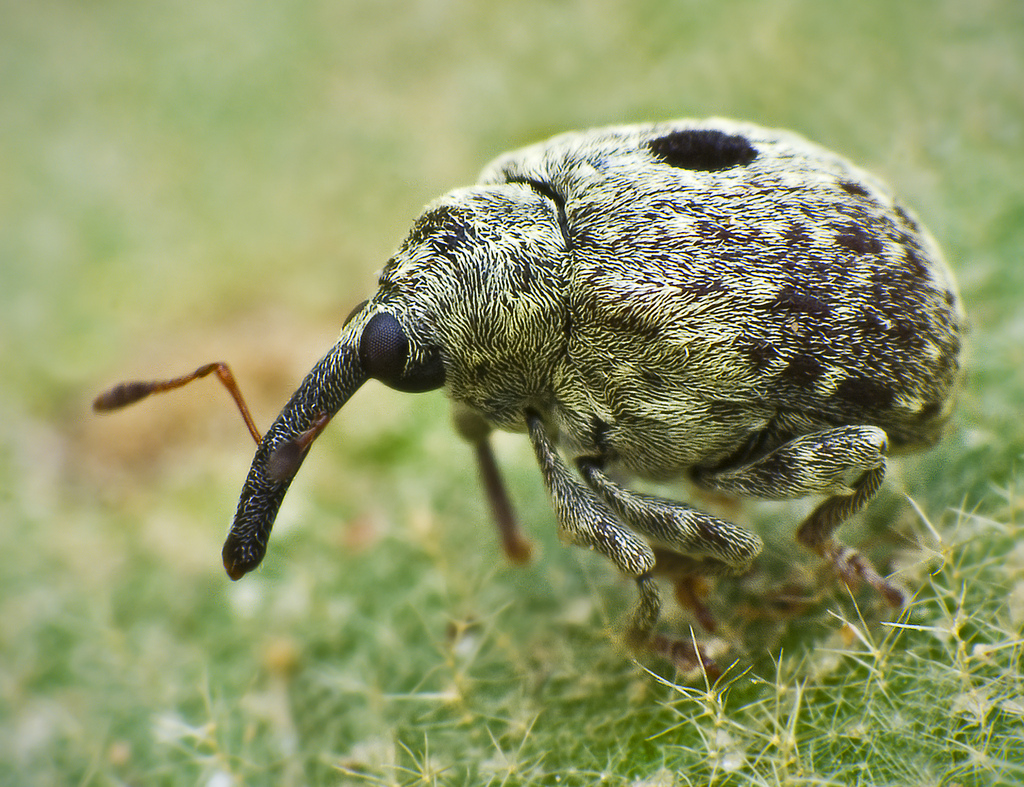
Cionus hortulanus
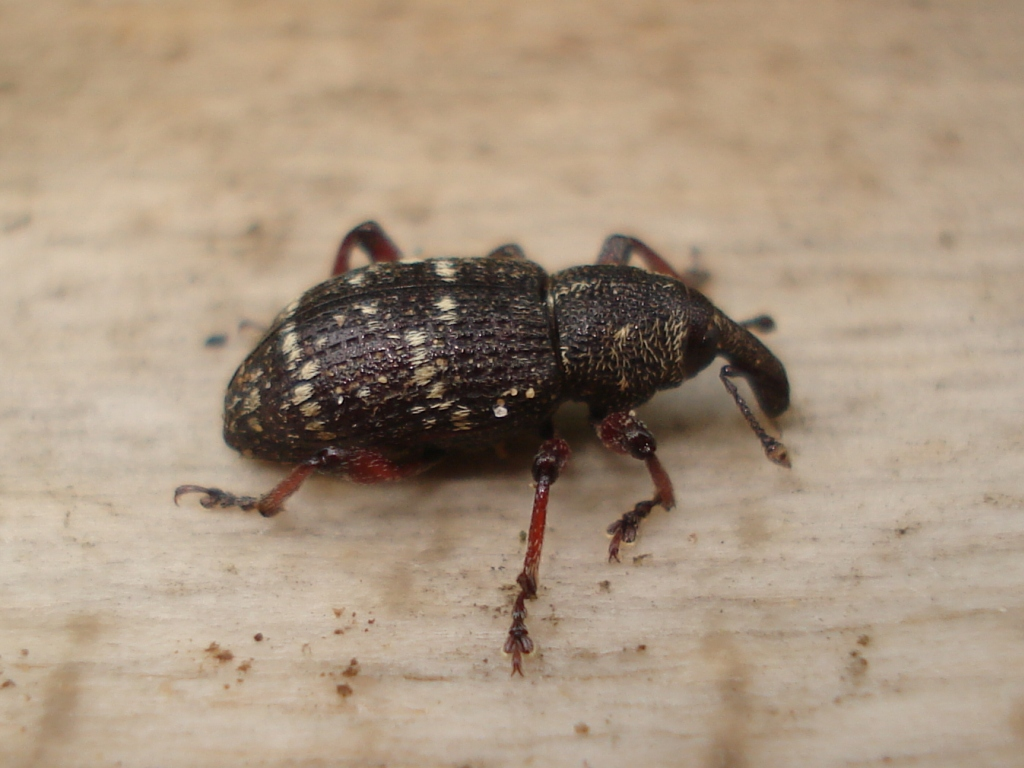
Hylobius pinastri
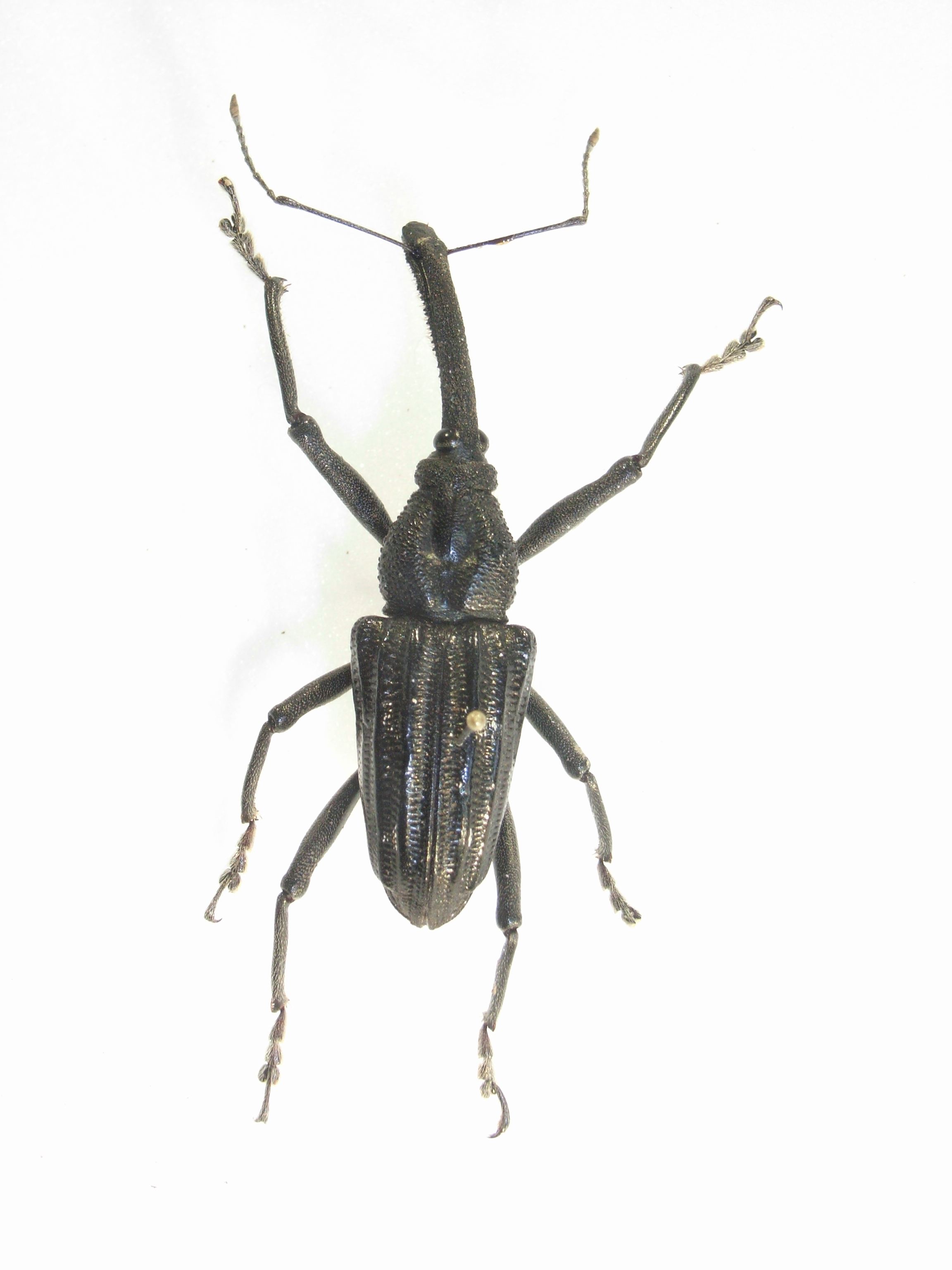
Vanapa oberthuri
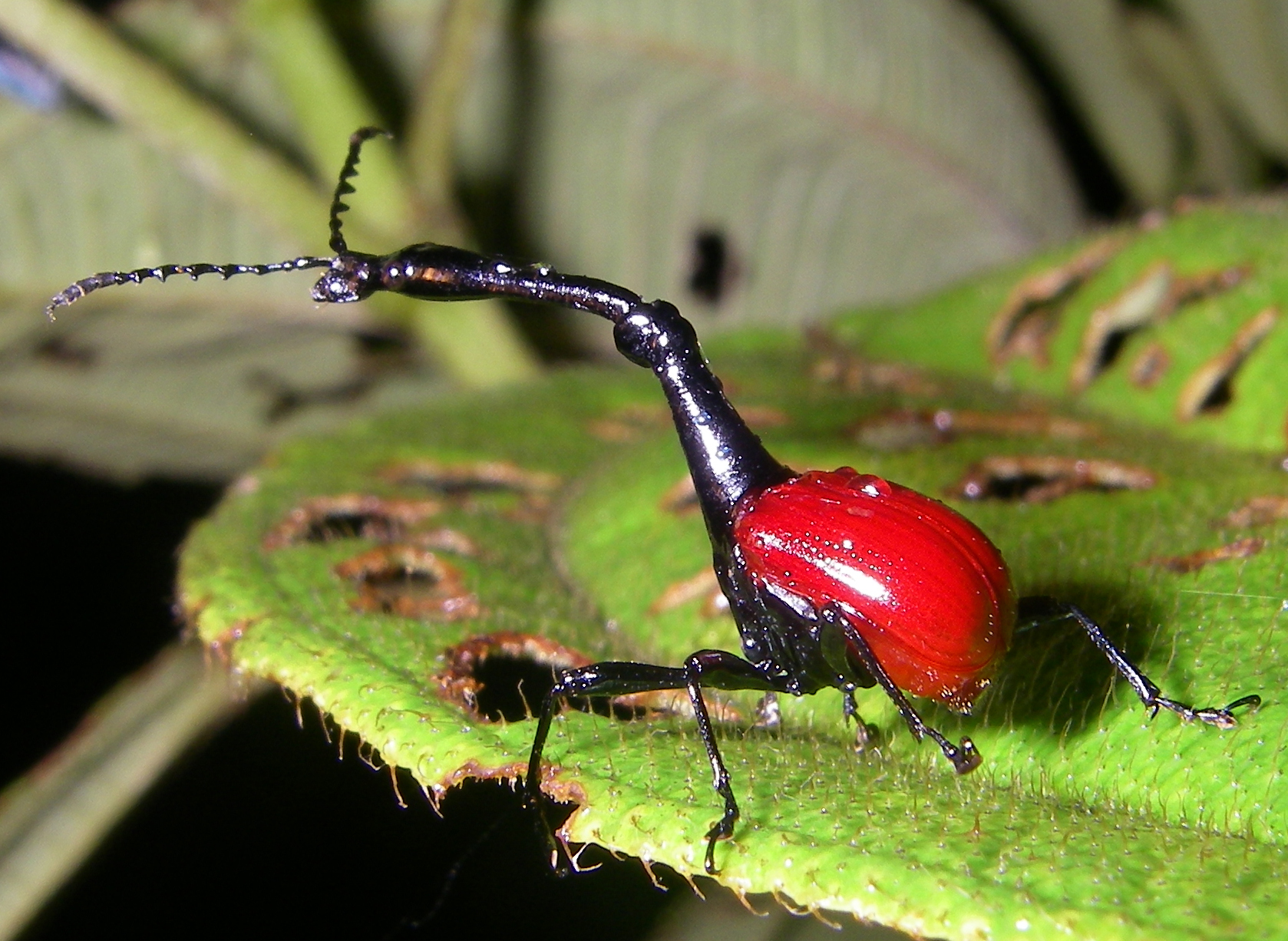
Trachelophorus giraffa
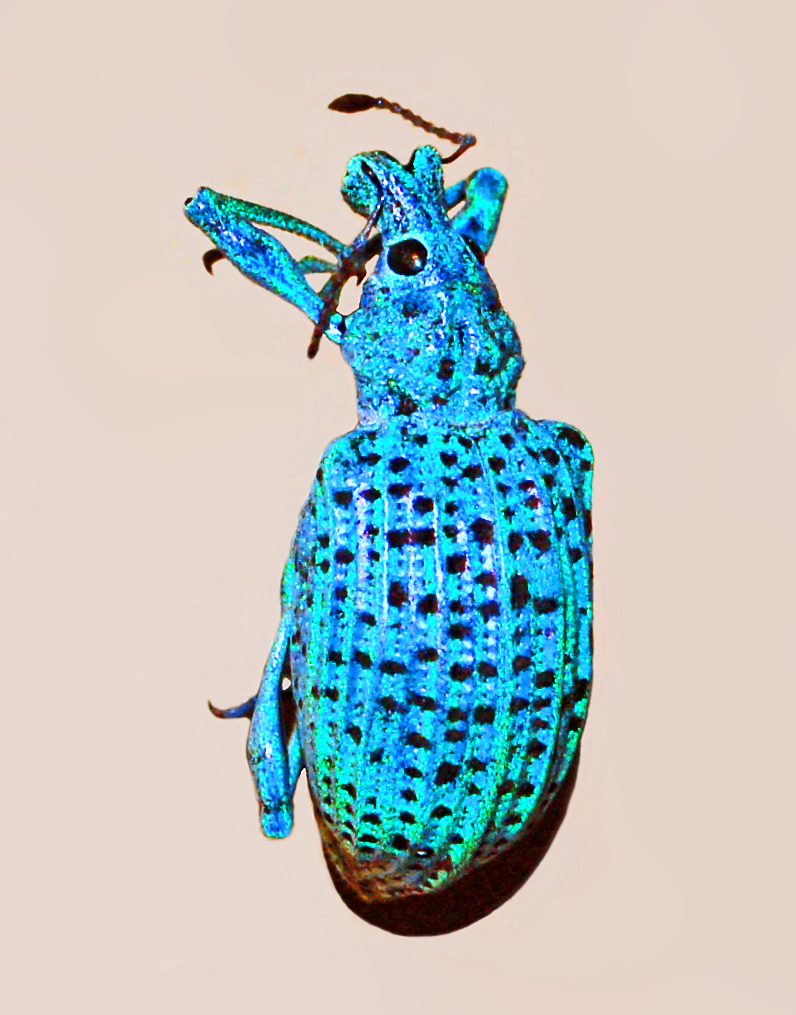
Rhigus nigrosparsus
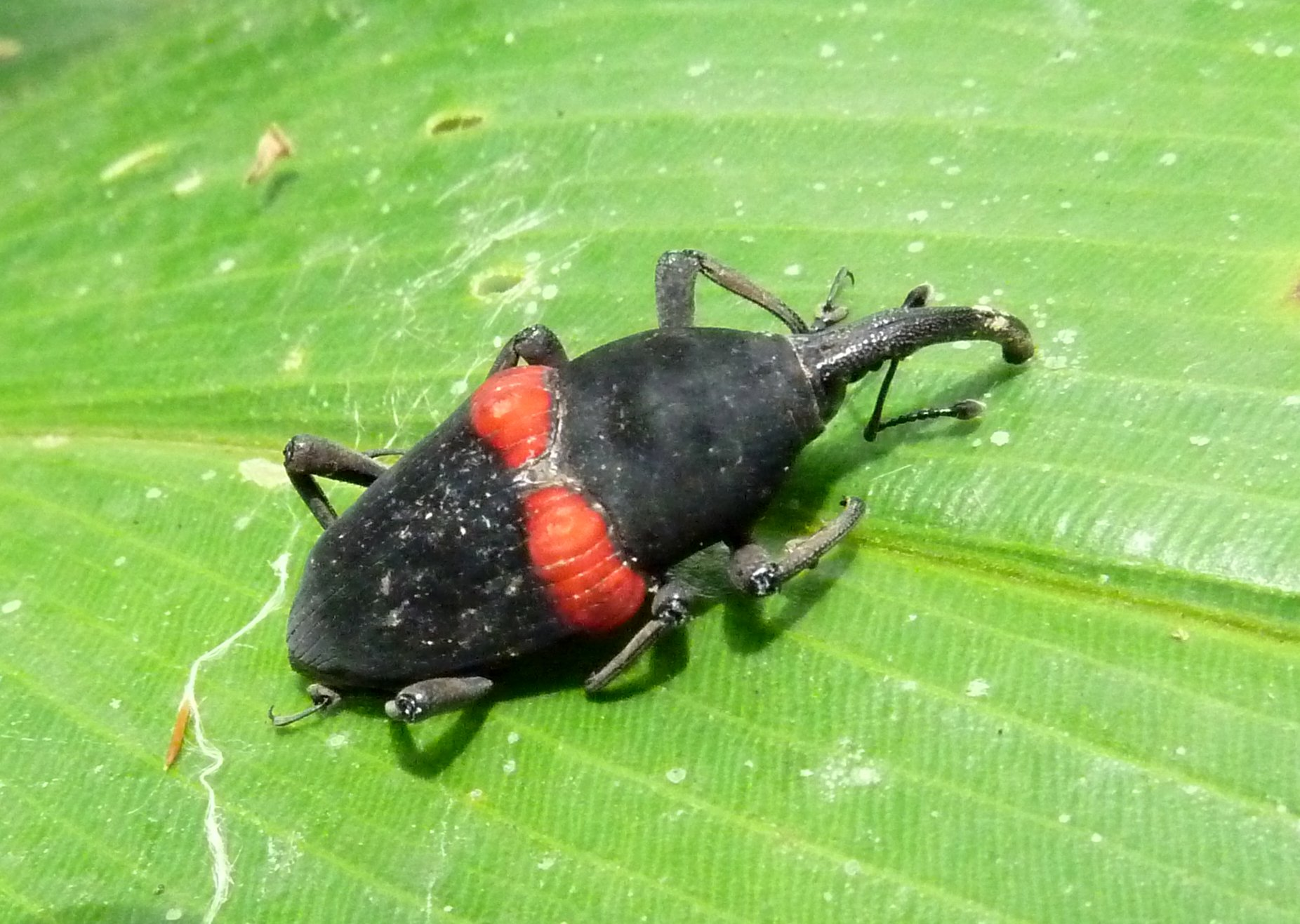
Phyllerythrurus sanguinolentus
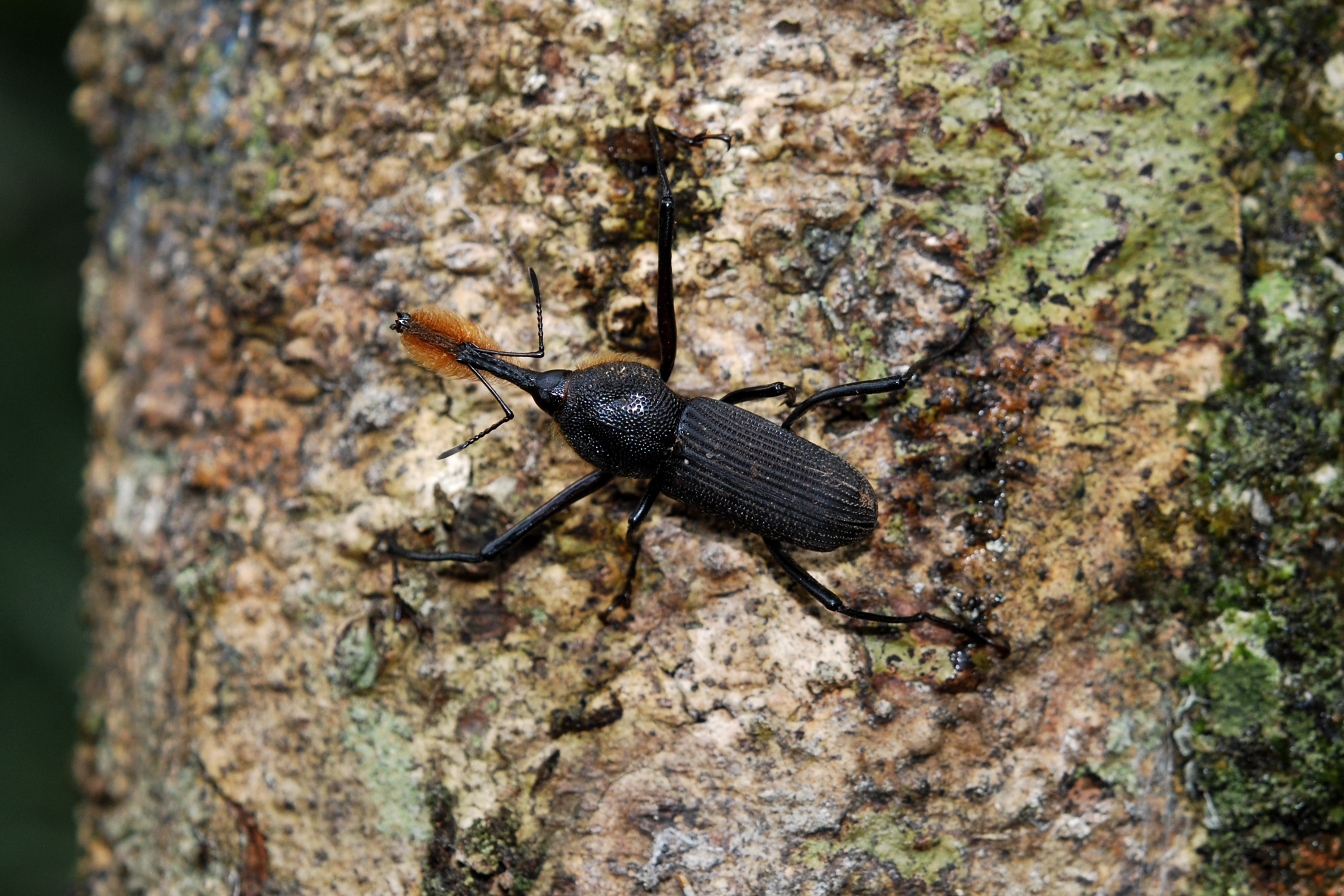
Rhinostomus barbirostris
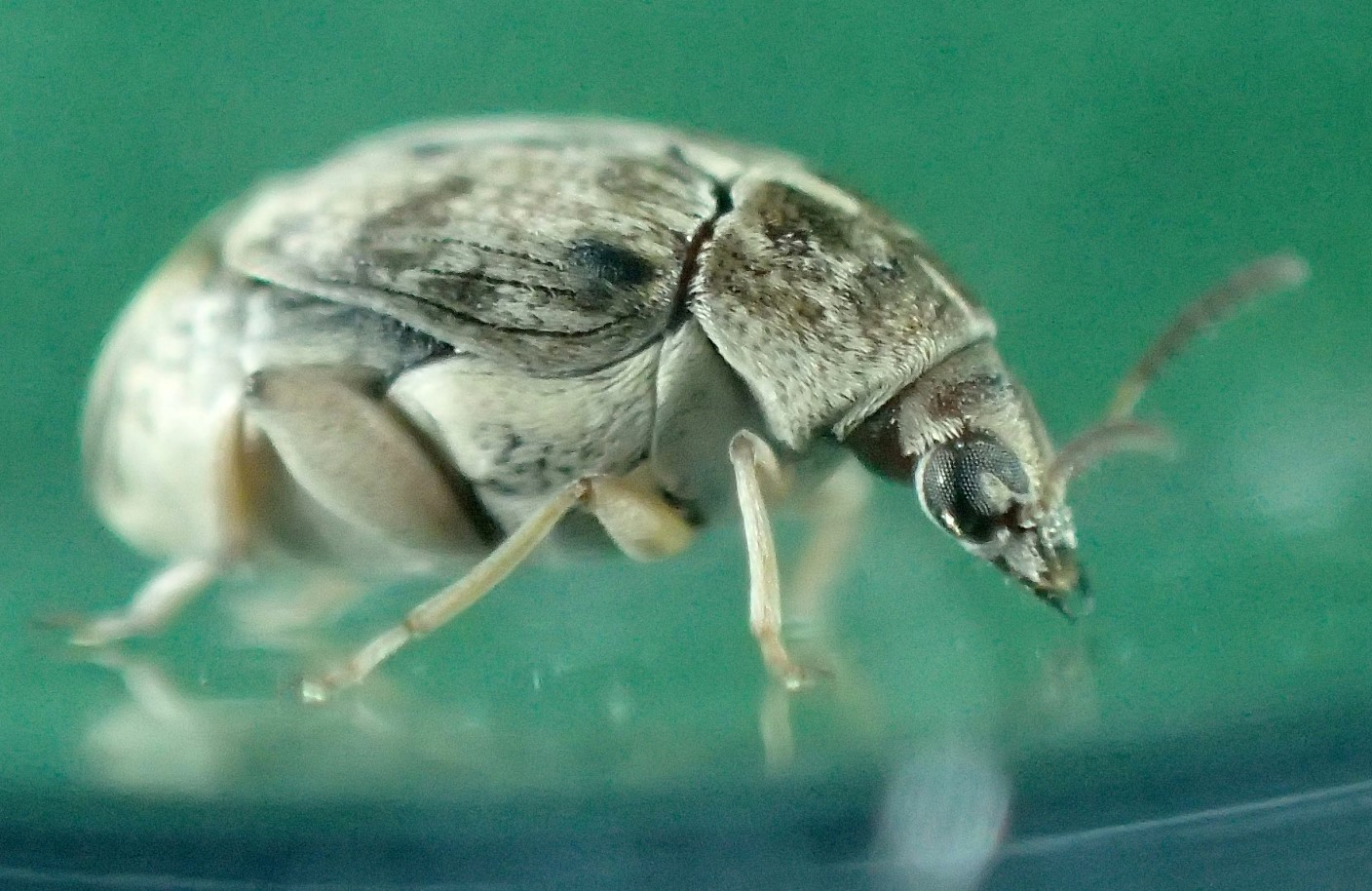
Acanthoscelides obtectus